# 阿波罗15号
阿波罗十五号（英語：Apollo 15）是阿波罗计划第九次载人任务和第四次登月，也是首次“J任务”，在月表停留时间更长，与以往任务相比更关注科研，还首次使用阿波罗月球车。火箭1971年7月26日发射，8月7日指令舱带着乘组溅落北太平洋，月表探索从7月30日持续到8月2日。指令长大卫·斯科特与登月舱驾驶员詹姆斯·艾尔文在哈德利月溪着陆，与过往任务相比，两人凭借月球车可前往更远离登月舱的位置。两人的月表舱外活动共持续18个半小时，收集77公斤月岩样品。
指令舱驾驶员阿尔弗莱德·沃尔登在两名队友登月期间乘服务与指令舱独立绕月飞行，操纵科学仪器舱各种设备，使用全景相机、加玛射线光分计、测绘相机、激光高度计、质谱计收集月球本身及其环境信息，还在月表舱外活动即将结束时部署子卫星。斯科特与艾尔文乘登月舱从月表起飞，与绕月飞行第74圈的指令舱顺利对接，随后点火踏上归途。返程路上沃尔登开展史上首次深空太空行走，阿波罗15号的三个降落伞有一个损坏，但不影响8月7日安全溅落。
任务实现目标，但第二年爆发丑闻，乘组人员被揭发未经许可把数百份邮封带上月表，其后有些邮封经西德邮票商转卖。当局批评乘组不辨是非，三人再也没有飞上太空。阿波罗十五号收集的样品包括起源石，据信源自月球早期地壳。斯科特还在月表用锤子和羽毛再现伽利略比萨斜塔实验，证明在没有空气阻力时，物体自由落体的速度相同，与质量无关。

## 背景
1962年，美国国家航空航天局（以下简称航空航天局）下单订造15枚土星五号运载火箭，用于在1970年实现阿波罗计划载人登月目标，此时大家还不确定为此需要多少次任务:232–233。1969年第六枚土星五号火箭把阿波罗十一号送上月球，剩余九枚火箭还能再来九次登月，其中最后五次（阿波罗十六号至二十号）运载的阿波羅太空船更重，包含的功能更多。改进后的登月舱最多可在月表停留75小时，还会把月球车带上月表。服务舱运载各种轨道实验设施用于收集月球数据。阿波罗十五原计划在肯索里努斯陨石坑着陆，工作量远不及最后五次。但航空航天局预计预算将大幅削减，1970年9月结束前决定取消三次登月任务。阿波罗十五号改为首次J任务，着陆点改在原计划用于阿波罗十九号的哈德利月溪。

## 乘组和关键任务控制人员

### 乘组
| 岗位         | 航天员                               | 航天员                               |
| ------------ | ------------------------------------ | ------------------------------------ |
| 指令长       | 大卫·斯科特 第三和最后一次飞行       | 大卫·斯科特 第三和最后一次飞行       |
| 指令舱驾驶员 | 阿尔弗莱德·沃尔登 第一和唯一一次飞行 | 阿尔弗莱德·沃尔登 第一和唯一一次飞行 |
| 登月舱驾驶员 | 詹姆斯·艾尔文 第一和唯一一次飞行     | 詹姆斯·艾尔文 第一和唯一一次飞行     |

斯科特1932年生于德克萨斯州圣安东尼奥，凭游泳奖学金在密歇根大学就读一年后转入西点军校并在1954年毕业。进入美国空军服役后，他在1962年获麻省理工学院两项高等学位，次年入选第三组宇航员。1966年斯科特与尼尔·阿姆斯特朗乘双子座八号飞上蓝天，1969年任阿波罗九号指令舱驾驶员。沃尔登1932年生于密歇根州杰克逊，1955年进入西点军校而且同样在空军服役，1963年获密歇根大学两项工程硕士学位。艾尔文1930年生于匹兹堡，1951年从美国海军学院毕业后进入空军，1957年获密歇根大学硕士学位。沃尔登和艾尔文都在1966年入选第五组宇航员，阿波罗十五号是两人仅有的太空飞行任务。密歇根大学在全美率先提供航空工程专业，阿波罗十五号三名航天员都曾前来求学，两人拿到学位。

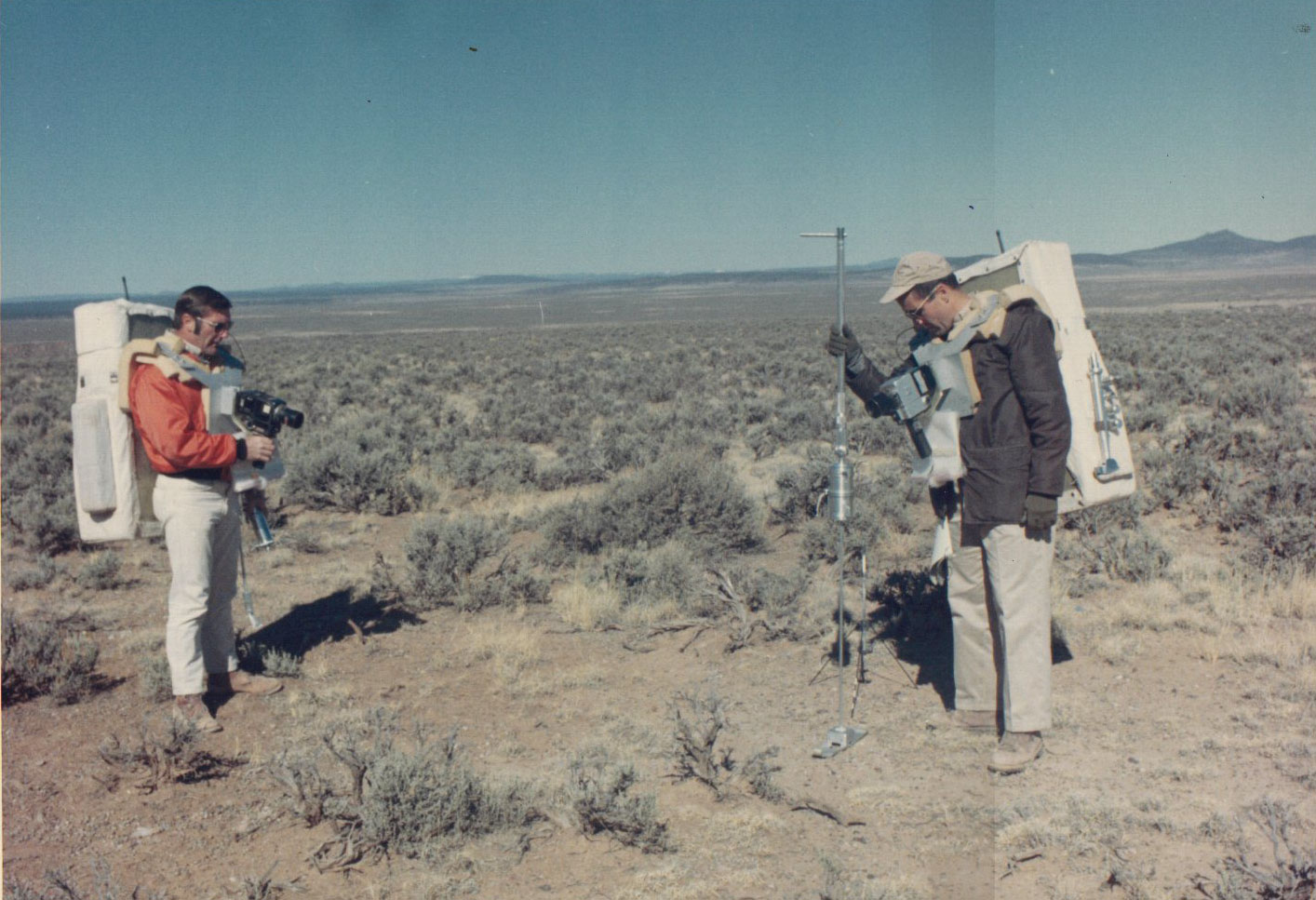
理查德·戈尔登（右）与哈里森·施密特参加地质培训

替补乘组含指令长理查德·戈尔登、指令舱驾驶员文斯·布兰德、登月舱驾驶员哈里森·施密特。根据阿波罗计划乘组轮换常规，三人很可能是阿波罗十八号主乘组，但该任务后来取消:401。布兰德后参与阿波罗-联盟测试计划并执行第一次航天飞机运作任务STS-5:5217, 5689。航空航天局受到很大压力，不得不尽量派专业科研人员登月，身为地质学家的施密特取代约瑟夫·恩格入选阿波罗十七号登月舱驾驶员:449–450。阿波罗十五号的支持乘组包括航天员约瑟夫·艾伦、罗伯特·帕克、卡尔·海因兹:426，均属第六组宇航员且为科研出身，因为与过往任务相比，主乘组更需要科研而非驾驶方面协助。三人此后都没有执行阿波罗任务的机会，随航天飞机飞上太空。:2433

### 地面任务控制人员
阿波罗十五号的飞行主管分别是：格里·格里芬（金队）、米尔顿·温德勒（栗队）、格林·伦尼（黑队）、吉恩·克兰兹（白队）。
阿波罗任务期间通常只有航天器通讯员能直接和乘组对话，所有通讯员都是航天员。阿波罗十五号的航天器通讯员包括艾伦、布兰德、戈尔登·福勒顿、戈尔登、海因兹、艾德加·米切尔、帕克、施密特、艾伦·谢泼德。

## 规划与培训
施密特等科研出身的航天员主张早期阿波罗任务应该更注重科研，但其他航天员对此不以为然，科研往往要让位更重要的任务。施密特深知需要激发航天员科学热忱的专业教师，经过联络，他把加州理工學院地质学家利昂·西尔弗介绍给阿波罗十三号指令长吉姆·洛弗尔和登月舱驾驶员弗莱德·海斯。洛弗尔、海斯随西尔弗到野外考察，两人参与的地质训练与早期任务相比增幅显著。地质学家法鲁克·埃尔-巴兹向阿波罗十三号指令舱驾驶员肯·马丁利培训月球轨道观测计划。但该任务发生重大故障，三名航天员接受的新培训基本没起作用。阿波罗十四号指令舱驾驶员斯图尔特·罗萨对地质很感兴趣，但指令长谢泼德态度冷淡。:387–396
斯科特、沃尔登、艾尔文担任阿波罗十二号替补乘组期间已经熟悉太空船各项功能，入选阿波罗十五号主乘组后可以投入更多时间学习地质和取样技巧。斯科特决心此行尽量带回科研数据，1970年4月就和西尔弗会晤开始规划地质培训。施密特入选阿波罗十五号替补登月舱驾驶员，对培训规划知根知底，在主乘组与替补乘组间促成竞争氛围。1970年9月三次阿波罗任务取消，阿波罗十五号改为J任务，在月表停留时间更长并首度使用阿波罗月球车，斯科特对此非常高兴:397–402。据大卫·韦斯特·雷诺兹的阿波罗计划著作记载，斯科特“不仅是出色的飞行员，还具备真正的探险精神”，决心令J任务物有所值:171。阿波罗十五号任务规划的月球车和各种实验对通信需求更高，位于澳大利亚的金银花溪跟踪站几乎全部重建。

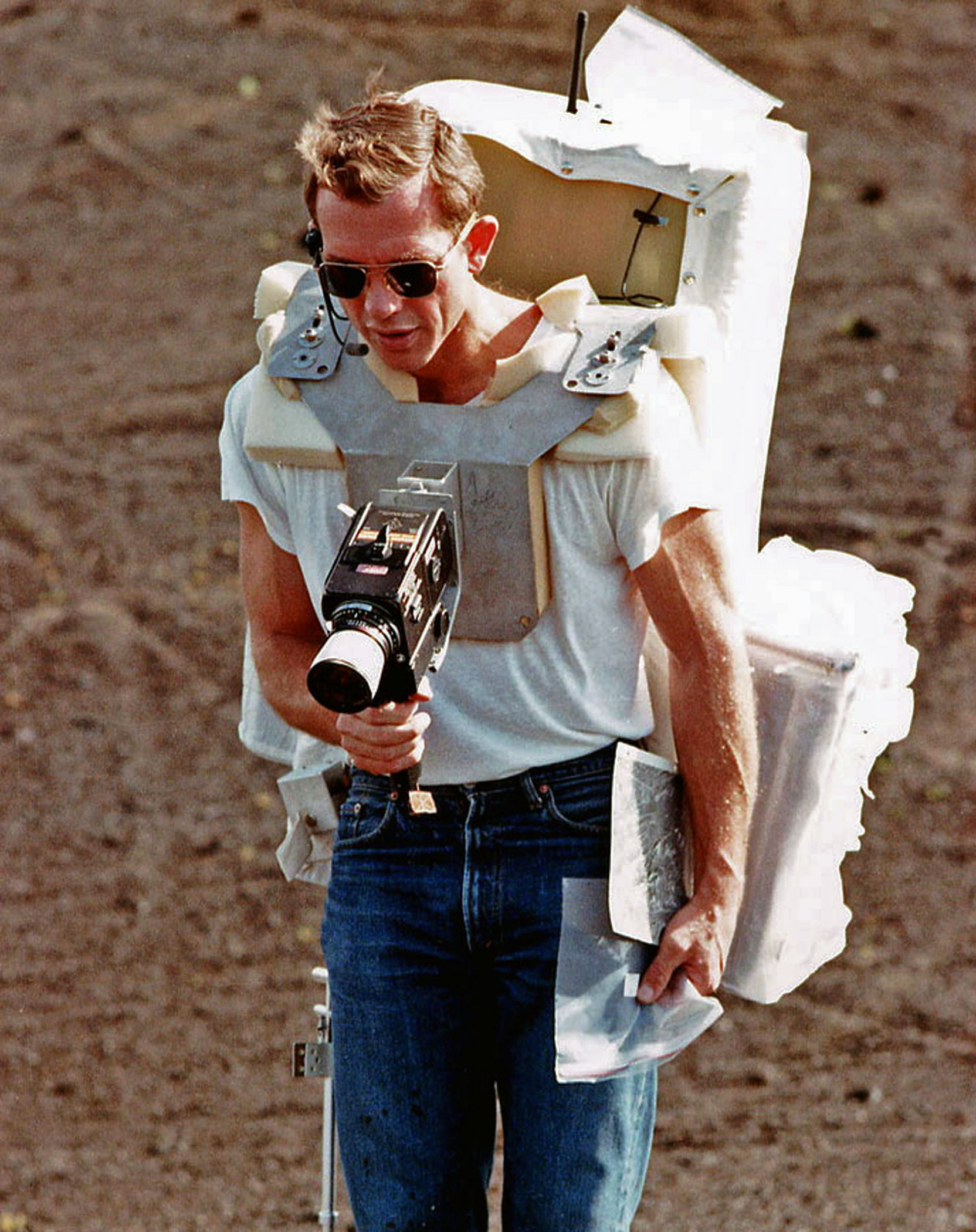
1970年12月，指令长大卫·斯科特在夏威夷参加地质培训时准备拍照

乘组长达20个月的培训周期几乎每个月都有一次地质实地考察。早期主要安排普通野外地质课程，西尔弗带领主、替补乘组指令长和登月舱驾驶员前往亚利桑那州与新墨西哥州地质考察点；课程随发射期限临近更加贴近实际。乘组扛起背包模型，用无线对讲机同帐篷里的航天器通讯员交流。航天器通讯员身边是不了解考察点的地质学家，根据航天员介绍判断发现，促使航天员了解如何向无法现场观察的人员介绍景观。:272–273斯科特自认业余但态度认真，对野外地质考察兴趣浓厚。
选址委员会此前已把阿波罗十五号着陆点定在雨海边缘距亚平宁山脉很近的深沟哈德利月溪，或附近存在好几个疑似低矮火山圆顶的马利厄斯陨石坑。1970年9月哈德利月溪入选。任务指令长对登月地点没有最终决定权，但意见很有份量。:402–403斯科特认为哈德利月溪“更加多样化。我觉得哈德利（月溪）存在某种激发探索精神的特点，而且它非常美，这在许多情况下就代表它很合适。”:273–274航空航天局缺乏候选登月点的高分辨率照片，但哈德利月溪仍然入选；相比之下，早期阿波罗任务不会选择任何看起来地形崎岖的位置:172。着陆点距亚平宁山脉很近，着陆轨迹角度达26度，远比早期阿波罗登月任务的15度大:80。
J任务时间大幅延长，对航天器要求更高，沃尔登为此长时间在位于加利福尼亚州唐尼的北美罗克韦尔工厂了解服务与指令舱生产情况:267。他接受的地质培训与斯科特和艾尔文不同，主要与埃尔-巴兹研究独自绕月球轨道飞行期间可能看到的月表地图和陨石坑照片。艾尔-巴兹听取他的介绍并提意见，沃尔登据此学习如何向监听通信的地面科研人员介绍月表特征，觉得艾尔-巴兹的教导极富魅力且激励人心。他和指令长、登月舱驾驶员一起参加地质实地考察，只不过经常乘飞机从上空飞过并介绍目光所及的地表特征，飞机模拟服务与指令舱绕月飞行的速度。:2373–2408
训练需求令沃尔登和艾尔文私生活关系紧张，两人向斯科特求助，担心离婚与航空航天局力图营造的航天员形象抵触，进而危及任务参与资格。斯科特从顶头上司、飞行任务成员办公室主任迪克·斯雷顿处获悉，航天员只需专心工作即可。艾尔文夫妇言归于好，沃尔登夫妇在阿波罗十五号发射前离婚。:277–278

## 设施

### 太空船

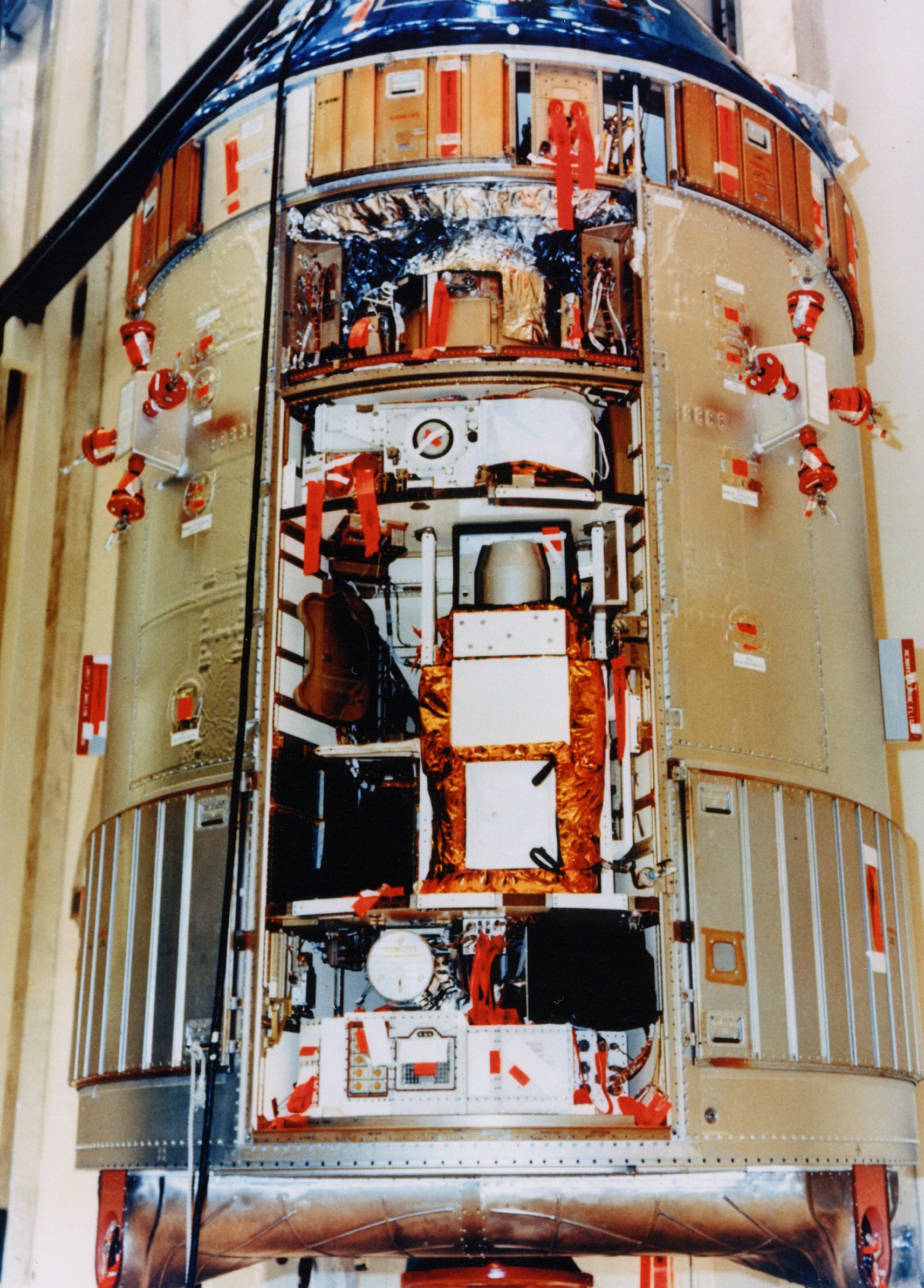
阿波罗十五号科学仪器舱

阿波罗十五号使用112号服务与指令舱，代码“CSM-112”，无线电台呼号“奋进号”源自英国同名历史舰船；十号登月舱代码“LM-10”，呼号“猎鹰号”源自美国空军学院吉祥物。斯科特称，詹姆斯·庫克船长率奋进号三桅帆船开始人类史上首次纯科研海上航行，阿波罗十五号是首次特别注重科研的登月任务。阿波罗十五号载有取自帆船的小木块，“猎鹰号”上有两片猎鹰羽毛:85，代表乘组均在空军服役。太空船还包括发射逃生系统及代号“SLA-19”的19号航天器－登月舱适配器。
肯尼迪航天中心技术人员在服务舱安放科学仪器舱设备时遇到问题，部分仪器交货太晚，承包商主要调查人员与代表希望进一步测试或微调设备。按在太空使用设计的各种仪器必须在地表测试，结果导致机械问题。例如用于质谱仪和加玛射线光分计的7.5米吊杆只能用模拟太空环境的设备测试，进入太空后质谱仪吊杆多次无法完全收回:171。
登月舱上升段与上降段的燃料箱和氧化剂箱全部加大，下降段的火箭发动机喷管延长，常规电池与太阳能电池增多提升储电量。登月舱因此比以往型号加重1.8吨，达到16吨。
如果按原计划分为H任务，阿波罗十五号将配备111号服务与指令舱（代号“CSM-111”）和九号登月舱（代号“LM-9”）；111号服务与指令舱后在1975年用于阿波罗-联盟测试计划，九号登月舱一直没有用，如今在肯尼迪航天中心游客中心展出。1974年12月“奋进号”所有权从航空航天局移交史密森尼学会，此后便在俄亥俄州代顿赖特-帕特森空军基地的美国空军国家博物馆展出。

### 发射火箭
把阿波罗十五号送上蓝天的土星五号运载火箭代号“SA-510”，是第十枚满足飞行准备标准的该型号火箭。此次任务负载更大，火箭及发射轨道均有变更。首先发射方向更偏南（80至100度方位角），地球中继轨道降至离地166公里。两项调整可以加大半吨有效载荷。后备推进剂减少，S-IC一级火箭用来与S-II二级火箭分离的八个反推火箭减半。S-IC四台舷外发动机和中央发动机推进时间更长，S-II经过变更抑制纵向耦合振动。
主要部件完成拼装后，火箭从航天器裝配大樓运到39A号发射台。1971年6月下旬至7月初，火箭和发射塔至少遭四次雷击，火箭没有受损，地面支持设备轻度破坏。:162

### 航天服
阿波罗十五号乘组配备新设计航天服。以往任务无论是否登月，指令长与登月舱驾驶员的航天服均采用两到三套平行布线提供生命支持、液冷、通信。阿波罗十五号的新航天服人称“A7LB”，连接器位于三角形套件内。老版航天服采用上下拉口的开口拉链改为对角线，从右肩延伸到左臀，在狭窄的航天器内部开合更方便。A7LB新增腰关节，航天员弯腰不再受限，还能坐上月球车。升级背包能延长月表舱外活动持续时间。此外，阿波罗十三号起所有任务的指令长航天服在头盔和四肢增加红色条纹。
沃尔登的航天服与阿波罗十四号乘组类似，仅为连接阿波罗十五号设备微调。他没有液冷服等仅在月表舱外活动用得上的设备，预计沃尔登只在回程时需经舱外活动从科学仪器舱取出胶卷磁带。

### 月球车

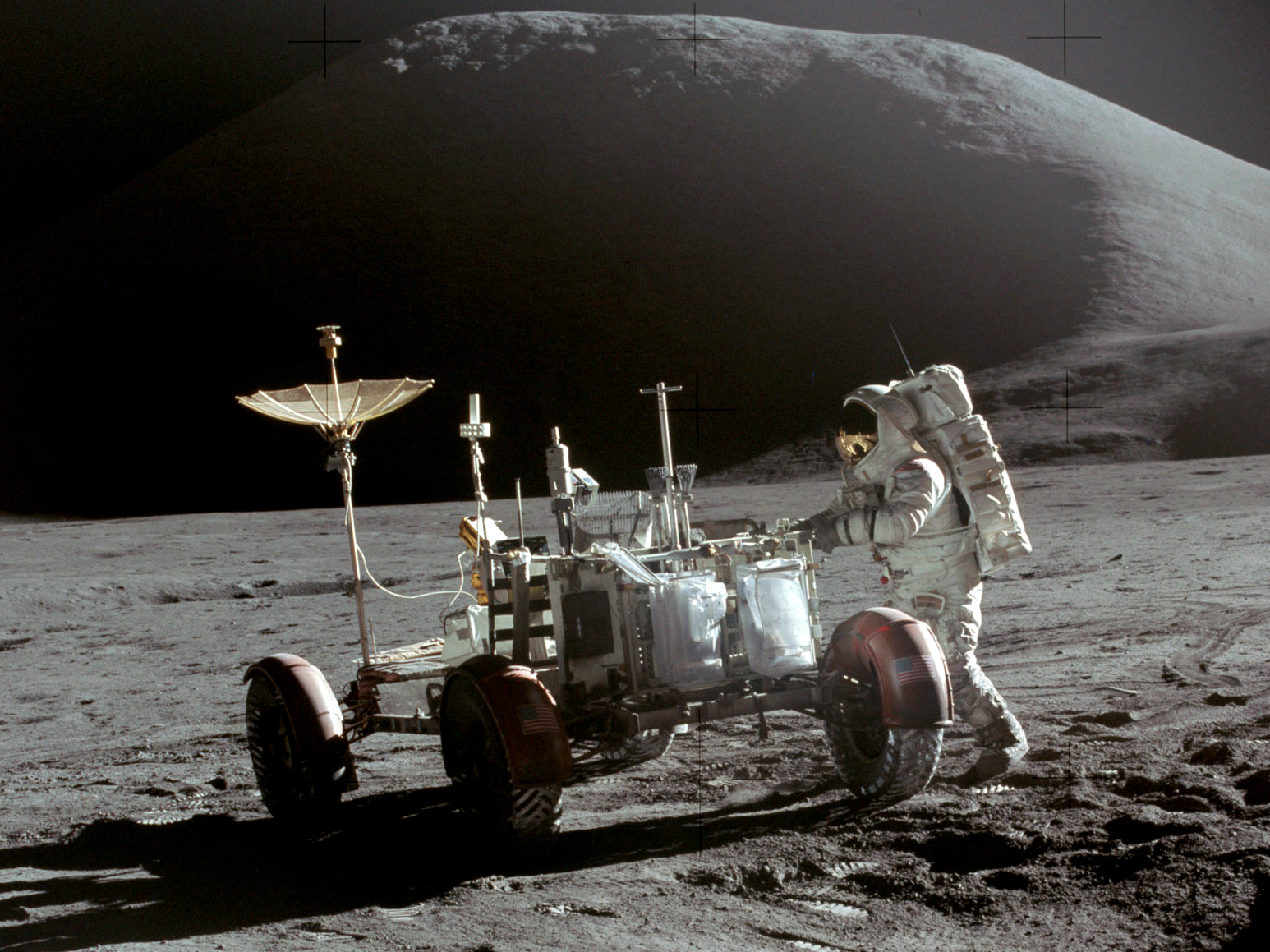
艾尔文与阿波罗月球车在月表合影

航空航天局早在20世纪60年代初就曾设想月表运输工具，名为MOLAB的早期试验品重约2.7吨且有封闭式车厢，在亚利桑那州测试过几个缩小版原型。局势发展表明航空航天局短期内不可能建立月球基地，没必要制造这么大的运输工具。不过月球车对于注重科研的J任务来说仍然非常实用，只是重量限制在230公斤，设计初期还不确定这么轻的车是否实用。1969年5月，航空航天局在登月彩排任务阿波罗十号从月球轨道返程之际决定继续研发月球车，波音签订成本加成合同生产三台，以导航系统为主的各项超支导致三台车总耗资四千万美元。月球车建造之际公众对太空项目趋于厌倦，国会削减航空航天局预算，结果超支引发媒体大量关注。
阿波罗月球车经折叠占位1.5×0.5米，重209公斤，搭载两名航天员及其设备时重七百公斤，每个轮子由两百瓦电动机独立驱动。三位航天员都会驾驶，但任务要求都是指令长开车。月球车时速10到12公里，方便航天员即便远离登月舱也有充足时间用于科学实验。阿波罗十五号月球车上的铭牌附铭文：“人类在月球上的第一辆车，猎鹰号运送，1971年7月30日”。地面测试期间月球车具备额外支撑，否则人坐上去会坍塌。

### 粒子与场子卫星

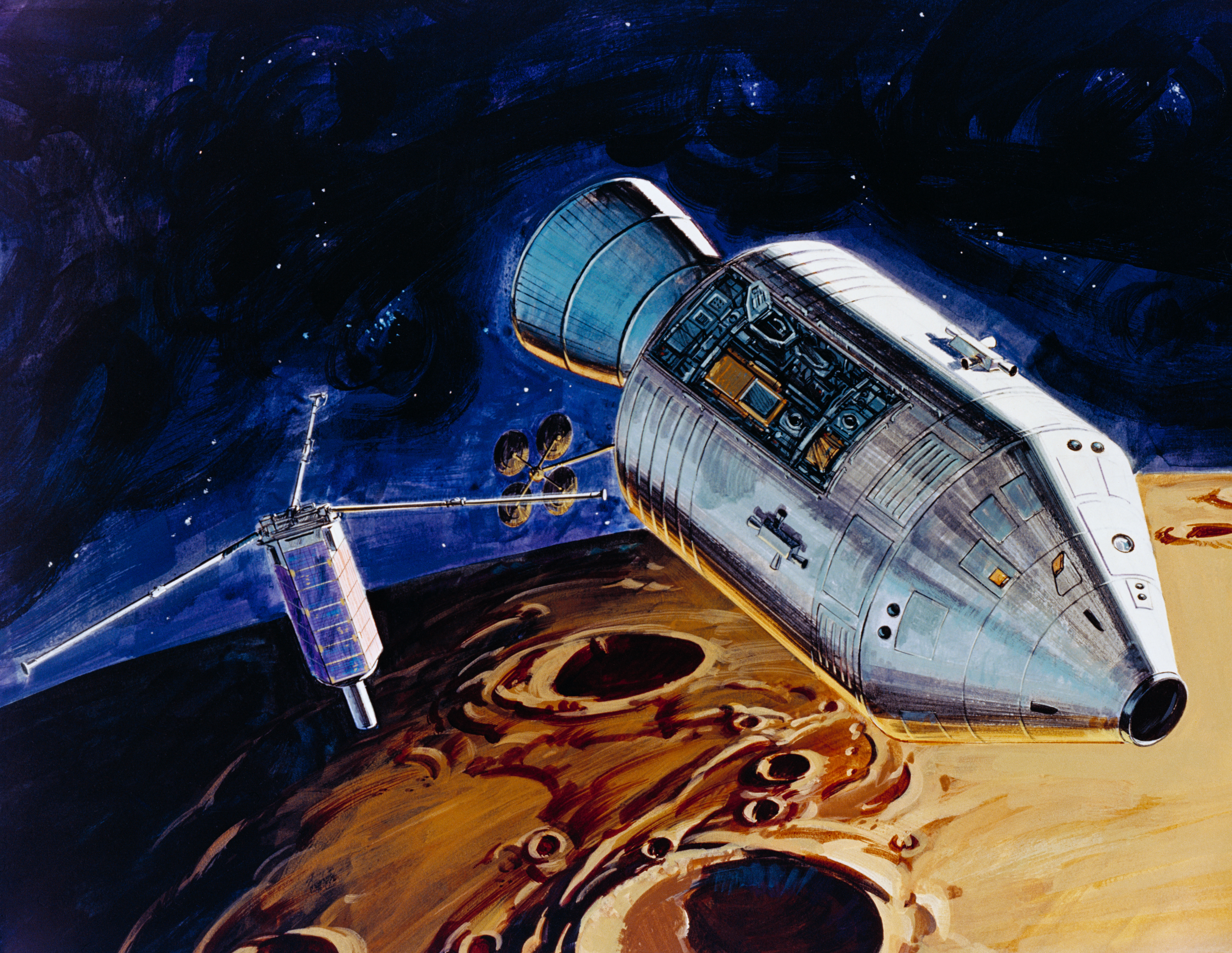
画家想象的子卫星部署

完成登月后，阿波罗十五号启程返回地球前需从科学仪器舱向月球轨道投放代号“PFS-1”的一号粒子与场子卫星，主要用于研究等离子体、粒子、磁场环境，绘制月球重力场图。子卫星的预期目标是测量等离子体与高能粒子强度、矢量磁场，高精度追踪卫星速度，最基本的要求是获得绕月轨道的粒子和场数据。除磁场测量外，卫星还有研究月球質量瘤的传感器:37–39。子卫星1971年8月7日开始绕月飞行并向地球传送数据，1973年1月卫星多次出现电子设备故障，地面支持终止，据信卫星不久坠毁月表

## 任务重点

### 发射并飞向月球
北美东部时区1971年7月26日，阿波罗十五号从佛罗里达州梅里特岛肯尼迪航天中心发射。发射时为期两小时37分的发射窗口刚刚开始，只要能在这段时间发射，阿波罗十五号抵达月球哈德利月溪时就有适当照明。如果任务延迟而且没赶上7月27日的发射窗口，就至少要到八月下旬才能发射。斯雷顿在火箭发射前5小时15分叫三名航天员起床，吃早餐并穿好衣服后乘车前往39A号发射台，阿波罗计划七次登月任务均在此发射。航天员在发射前约三小时进入航天器，倒计时按时启动，没有计划外延误。
点火后11分36秒S-IVB三级火箭关闭，阿波罗十五号按计划抵达近地轨道上的中继轨道并停留两小时40分，乘组联同地面人员检查太空船各项功能。任务启动后2时50分2.6秒，S-IVB重启开始地月转移，航天器飞向月球。阿波罗十五号在地月转移前已绕地球轨道飞行一周半:430。
服务与指令舱、登月舱此时还与燃料基本耗尽的S-IVB连接，太空船经地月转移朝月球进发，沃尔登启动导爆索，操纵服务与指令舱同第三级火箭分离并拉开距离。沃尔登再将服务与指令舱对接还在S-IVB末端的登月舱，再经导爆索把结合的太空船与火箭分离。三级火箭接下来飞离太空船，按计划在乘组与太空船进入绕月轨道约一小时后撞击月表，但因失误撞击点距原定位置还有146公里。阿波罗十二和十四号留在月表的地震儀都探测到此次撞击，取得实用科研数据:1。
服务推进系统亮起故障灯，航天员经过大量调研在任务开始28小时40分测试点火推进器，测试过程同时起飞行中途校正作用。乘组担心故障灯代表推进器点火会发生意外，尽量只在需要长时间点火时启用亮起故障灯的模组并以手动控制。航天器溅落后，地面经检查确定故障不过是开关内少量电线卡住。

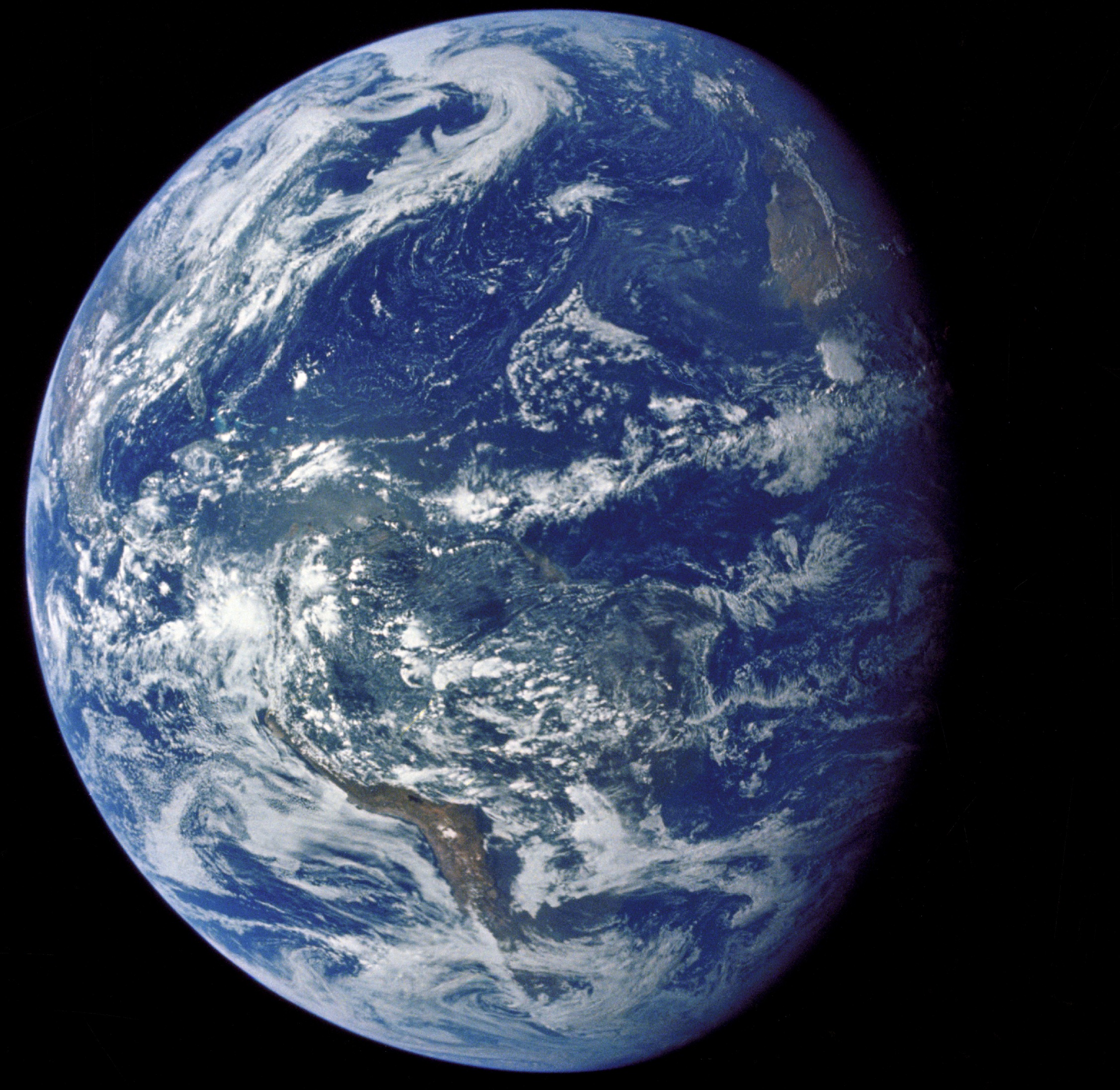
地月转移期间拍下的地球照片

净化并更换登月舱内大气后，斯科特与艾尔文在任务启动约34小时后进入登月舱，检查各项功能并将登月所需物品搬进舱内，工作过程大多由沃尔登操纵摄像机拍下并通过电视信号向地球转播。乘组发现射程－射程速率测距仪外盖破损，用于测量目标距离和接近速度的重要仪器可能无法正常运作，破损外盖玻璃片可能在“猎鹰号”内部乱飘。仪器本应放在氦气内保存，但破损导致接触氧气:153。地面经测试确认测距仪可以正常工作，乘组用真空吸尘器和胶带清理大部分碎玻璃:431。
任务前两天半只遇到小问题，但斯科特在任务时间61时15分（休斯顿时间7月28日夜间）准备氯化处理供水时发现供水系统泄露。乘组无法确定泄露位置，持续下去可能导致严峻后果。乘组根据地面专家指示用毛巾把水吸掉，放在指令舱与登月舱之间的隧道晾干，斯科特笑称看起来就像晒衣服。
任务时间73时31分14秒，航天器短暂点火并持续不到一秒用于二次中途校正。地月转移阶段可以中途校正四次，阿波罗十五号只需要两次。太空船7月29日抵达月球附近，飞到月球背面时与地球的无线电通信中断，服务推进系统点火用于切入绕月轨道。如果未能点火，航天器飞出月球背面并恢复对地通信所需时间将快过预期，任务控制中心根据恢复通信耗时断定发动机点火。斯科特没有在通信恢复的第一时间说明点火详细数据，而是感叹月亮太美，等待电视信号的阿波罗十四号指令长谢泼德不禁骂道：“什么鬼？快说点火情况怎么样！”任务时间78时31分46.7秒，阿波罗十五号在海拔160.6公里月球上空第二次点火并持续398.36秒，太空船抵达近月点106.9公里、远月点315公里的绕月椭圆轨道:431。

### 月球轨道与登月

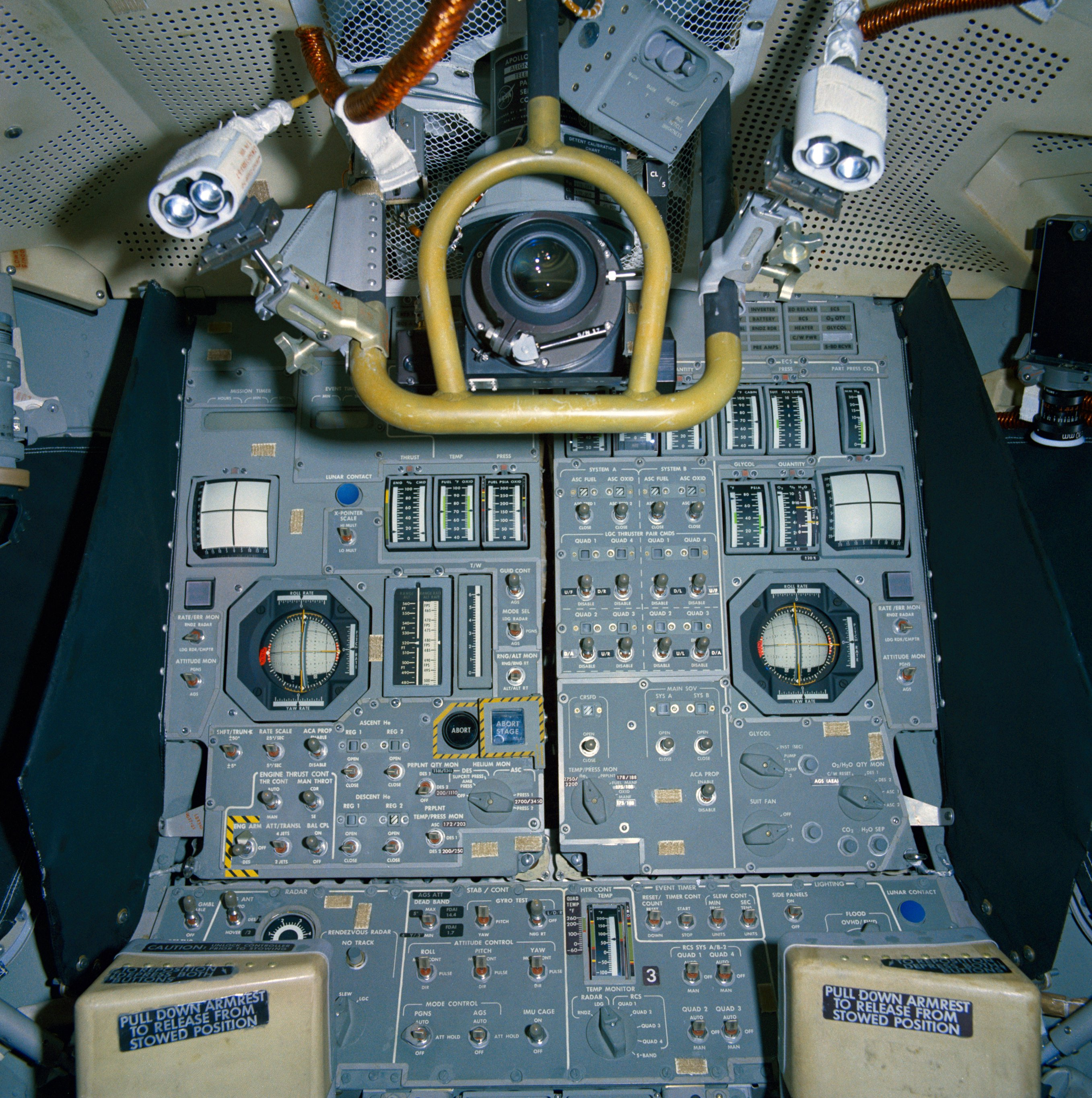
“猎鹰号”内部

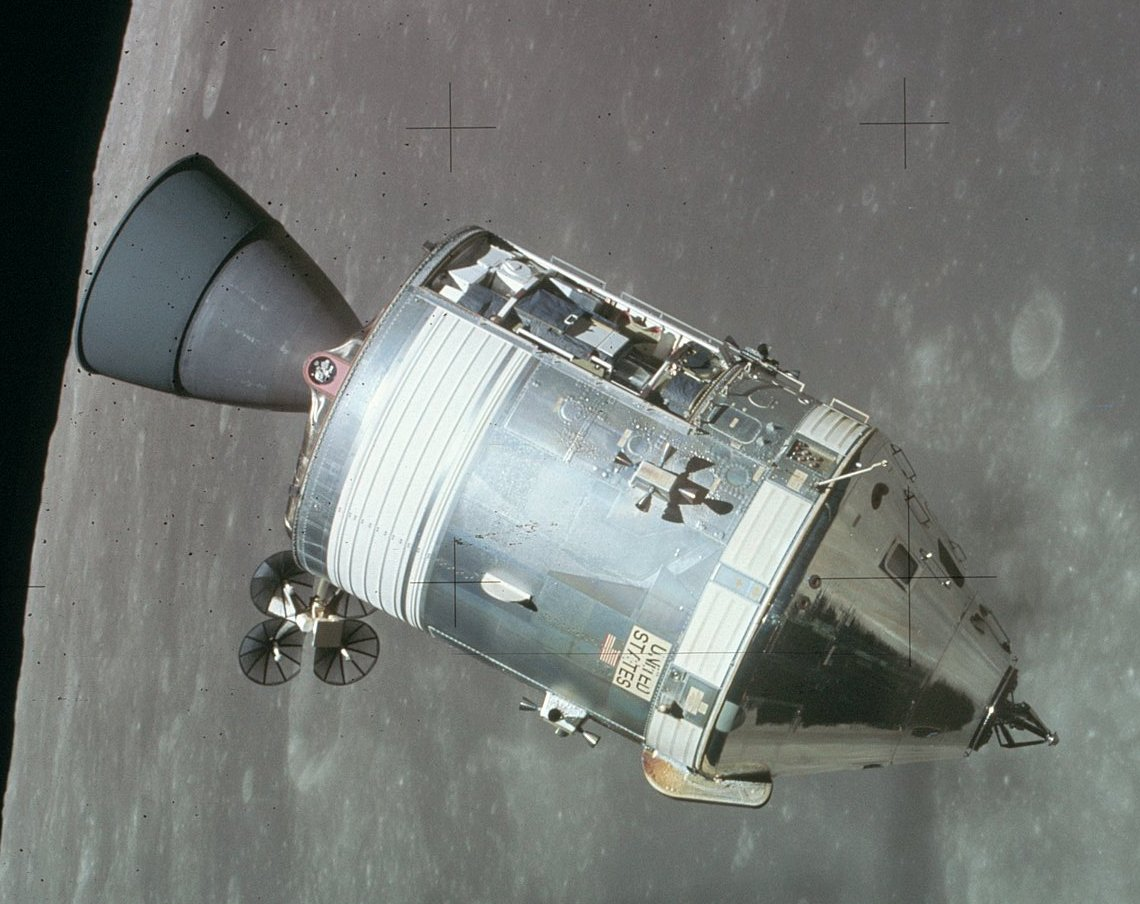
“猎鹰号”拍下月球轨道上的“奋进号”

阿波罗十一与十二号的登月舱同服务与指令舱分离后大幅下降，从距月表很近的轨道开始登月。随着登月舱越来越重，从阿波罗十四号开始，此阶段各舱暂不分离，由服务推进系统点火令太空船切入下降轨道，阿波罗十五号点火前位轨道远月点位于哈德利月溪上方，点火后哈德利月溪在轨道近月点下方。点火在任务时间82时39分49.09秒开始并持续 24.53秒，航天器抵达远月点108.3公里、近月点17.8公里轨道:435。7月29日晚至30日凌晨乘组休息期间，任务控制中心发现月球質量瘤令太空船椭圆轨道越来越扁，7月30日航天员起床时近月点已降至14.1公里，加上登月点海拔高度尚属未知，此时有必要调整轨道。任务时间95时56分44.7秒，太空船启动反推力系统推进器并持续30.4秒，阿波罗十五号飞升至远月点111.5公里、近月点16.3公里轨道:435。
乘组在准备登月舱降落期间继续观察月球，特别是着陆点哈德利月溪，拍摄月表电视画面。斯科特与艾尔文接下来进入登月舱准备着陆，计划在任务开始后100时13分56秒在月球背面脱离服务与指令舱，但分离操作没有反应。经过分析，乘组与任务控制中心判断故障应该是探测仪器脐带线缆松动或断开所致，沃尔登钻入连接指令舱和登月舱的隧道检查后确认上述判断。问题解决后“猎鹰号”在任务时间100时39分16.2秒脱离“奋进号”，比预定时间迟25分钟，脱离时的海拔高度为10.7公里。留在“奋进号”的沃尔登于任务时间101时38分58.98秒点火服务推进系统，把服务与指令舱拉升至远月点120.8公里、近月点101.5公里轨道，准备执行科研任务。:432
斯科特与艾尔文登上“猎鹰号”开始准备动力下降，此次点火旨在降落月表。任务控制中心批准行动开始后，动力下降从任务时间104时30分9.4秒开始，登月舱海拔高度10.7公里:432，比原计划略高。“猎鹰号”下降前期对齐月表，航天员背朝月球，经过机动变成面对月表。指令长斯科特操纵航天器着陆，起初觉得眼前景像与模拟时根本不像。这种情况主要有两方面原因，一是降落路线存在910米偏差，航天器通讯员艾德加·米切尔在“猎鹰号”下降转向机动前就提醒过两人；二是航天员在模拟器训练时看到的陨石坑在月球环境很难辨认，指令长起初根本看不出哈德利月溪在什么位置。斯科特认为着陆点可能偏离计划位置，看到目标后马上操纵设备把计算机着陆点移至计划目标，搜寻比较平稳的着陆方位。:174
降至距月表18米时，“猎鹰号”排气激起大量月尘完全挡住航天员视线。与过往任务的登月舱相比，“猎鹰号”所配火箭发动机喷管更粗，满足更大负载需求的同时方面发动机在着陆第一时间关闭，以免废气经月表反弹后吹入发动机导致爆炸风险。乘组对任务规划人员的上述说法印象很深，所以艾尔文呼号“接触”，即航天器着陆支架任一探测器接触月表时，斯科特立刻关闭发动机，另外两条支架经自由落体掉在月表。“猎鹰号”在发动机关闭前以每秒15厘米速度下降，关闭时距月表还有49厘米。最后航天器以每秒约2.1米速度着陆，比阿波罗计划其他登月任务都快，吓得艾尔文大喊“砰！”降落形成很小的类陨石坑，只不过航天员当时无法看到；登月舱向后倾斜6.9度，向左8.6度。:62艾尔文后在自传表示这是他经历过最“硬”的硬著陸，当时他生怕“猎鹰号”会在月表持续翻滚，导致任务立即中止:59。
格林尼治標準時間7月30日22点16分29秒（任务时间104时42分29.3秒），“猎鹰号”在距原定着陆点约550米处降落，剩余燃料还能坚持约103秒:432。斯科特在艾尔文大叫后向地面汇报：“好了休斯顿，‘猎鹰号’已在哈德利平地”。携带月球车的登月舱只需进入计划着陆区即可，无需仔细机动保障精确着陆:95。

### 月表

#### 站立舱外观察与第一次舱外活动
“猎鹰号”需在月表停留近三天，斯科特认为有必要维持乘组的昼夜节律习惯。着陆时已是休斯顿黄昏时分，指令长与登月舱驾驶员计划在踏上月表前休息。不过马上睡觉未免太早，斯科特于是打开通常用于对接的登月舱顶部舱口，花费半小时观察、介绍周边环境并拍照。西尔弗培训时教导乘组，从高处勘察新地点非常重要，顶部舱口就能起同样作用。:414–415斯雷德等管理人员起初担心此举会导致氧气流失，但斯科特还是就这么干了:294–295。这是人类首次在月表打开登月舱顶部舱口站立观察，斯科特借机计划次日踏上月表的舱外活动。他叫艾尔文也来看看，此举需要重新布线连接航天员与“猎鹰号”生命支持系统脐带，后者谢绝邀请:61。重新增压登月舱后，两人脱掉航天服睡觉，此前航天员还从未在月表脱下航天服:415。
任务控制中心在两人睡觉期间发现登月舱氧气持续缓慢流失，斯科特与艾尔文提前一小时起床，发现是尿液转移设备打开的阀门所致。指令长在任务结束后汇报时建议，今后再出现类似情况就马上叫醒航天员。解决泄露问题后，两人开始准备踏上月表。
斯科特与艾尔文穿上航天服并将登月舱减压，开始第一次月表舱外活动，分别成为月表第七和第八人:89–90, 358–359。两人先取出折叠放入“猎鹰号”下降级隔间的月球车，但因航天器倾斜导致难以操作，根据地面专家建议把月球车前端抬起后才拉出:90–93。斯科特开始检查系统功能，其中一枚电池显示电压为零但纯属仪器问题。前轮转向功能不正常，所幸后轮转向足以操纵月球车。:93–94检查完后斯科特称“行了，取消制动，咱们出发”，一边驾驶月球车驶离“猎鹰号”，这是人类首次在月表驾驶运输工具，斯科特还是首位驾驶时说话的月表司机。月球车载有电视摄像机，航空航天局的埃德·芬德尔在休斯顿遥控。摄像机分辨率远不及照片，但能为远在地球的地质学家间接参与登月活动提供参照。:96–97
着陆点看不到哈德利月溪，斯科特与艾尔文乘月球车走过少许路程后才看到:418–419。两人朝弯肘坑前进，抵达后任务控制中心可反推并精确定位“猎鹰号”着陆点。航天员在弯肘坑取样:106–107，然后开往哈德利·德尔塔山侧另一个陨石坑取样。接下来斯科特与艾尔文返回登月舱卸下样品，准备部署阿波罗月球表面实验数据包，其中的科学仪器将留在月表运作:107–114, 315。斯科特在钻孔部署热流实验时遇到困难，返回登月舱时仍未完成:115。第一次舱外活动共持续6时32分:598。

#### 第二和第三次舱外活动

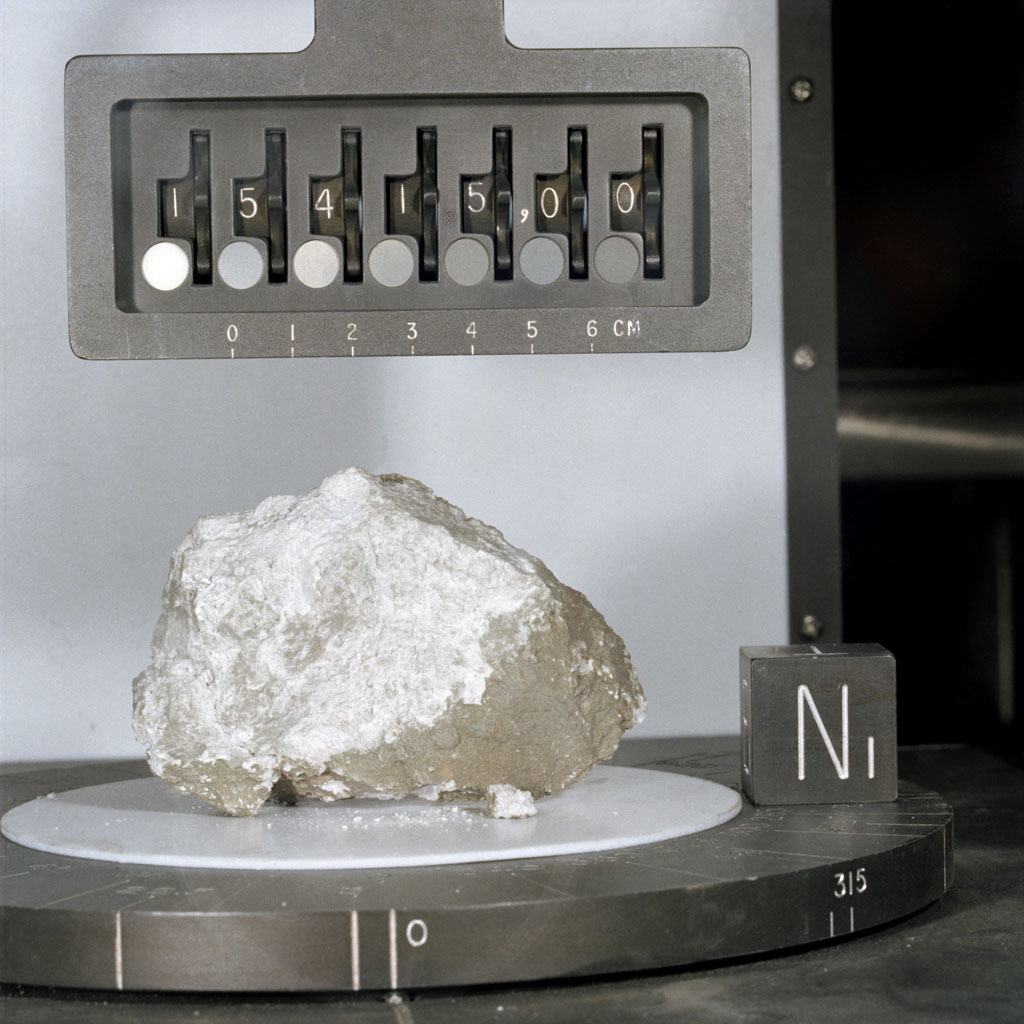
起源石

月球车前轮转向在8月1日开始的第二次舱外活动恢复正常:101，此行目标是哈德利·德尔塔山斜坡，两人取样亚平宁山脉沿线巨石和陨石坑。他们在斯珀坑取得人称“起源石”的月岩样品，属斜長岩，据信源自月球早期地壳，寻找这种样品正是选择着陆哈德利月溪的重要原因。斯科特返回着陆点后尝试继续钻孔，两人完成土力学实验并立起美国国旗后回到“猎鹰号”，第二次舱外活动持续7时12分。:598
斯科特钻好热流实验所需的孔，但无法在第三次兼最后一次舱外活动与艾尔文完成深层岩心取样任务，取样过程浪费不少本可用于地质研究的时间。挖出深层月岩后两人为敲碎岩石以便带回地球又浪费许多时间。月球车上的虎钳安装不当，航天员最后决定不敲碎深层岩心，带回地球的岩心样品比原计划长。斯科特觉得岩心样品不值得投入这么多时间与精力，航天器通讯员艾伦断言值得。事实证明阿波罗十五号带回的岩心意义重大，足以揭露大部分月球史，但耗费时间太长，前往北部综合体的计划只能放弃。乘组用剩余时间来到着陆点西北侧的哈德利月溪边缘。
航天员再度回到登月舱旁，斯科特用美國郵政署工具为附有两张邮票的首日封盖上当天日期：8月2日。斯科特接下来在电视摄像机前用羽毛和锤子再现伽利略的比萨斜塔实验，证明没有空气阻力时，物体自由落体的速度相同，与质量无关。他同时松开手上的锤子和羽毛，月球大气层非常稀薄，几乎可以忽略不计，两件物品最后同时着地。实验源自艾伦的建议，希望能像谢泼德乘阿波罗十四号登月时打高尔夫球一样，成为值得纪念的大众月球科学实验。羽毛估计取自雌海东青，是美国空军学院吉祥物。

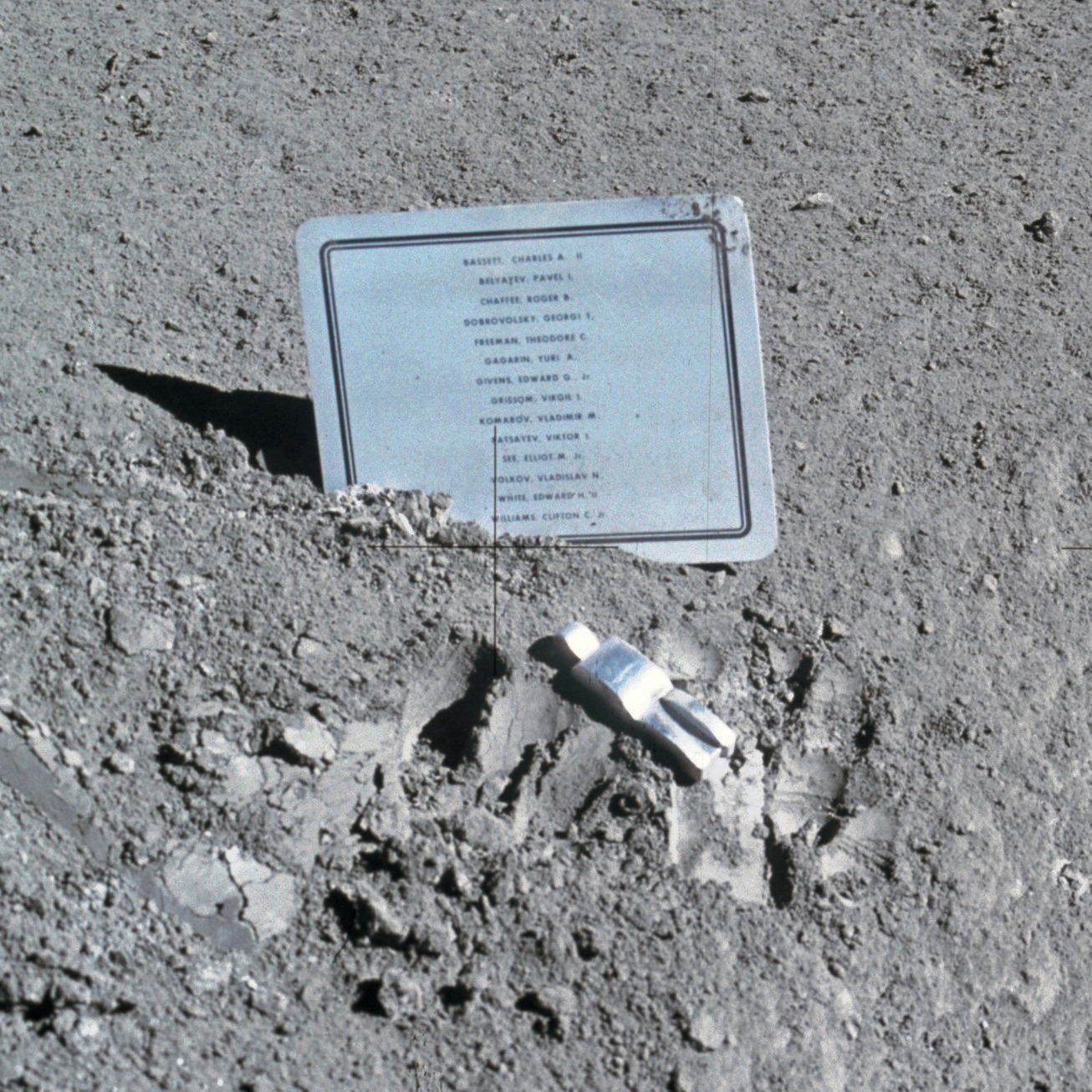
哈德利月溪附近《倒下的宇航员》纪念雕塑

斯科特接下来把载着摄像机的月球车开到远离“猎鹰号”位置，方便拍摄登月舱起飞画面。他在月球车旁放下铝制雕塑“倒下的宇航员”，上附牌匾刻有14名太空探索路上牺牲的美国与苏联航天员姓名。电视摄像机没有拍到他放下雕塑的画面，斯科特向任务控制中心宣称在清理月球车周边，返回地球后才在新闻发布会透露。他还把圣经放在月球车控制台上，然后回到登月舱。
第三次舱外活动持续4时49分50秒:16，两名航空员共在“猎鹰号”外活动18个半小时，收集77公斤月岩样品。

### 月球轨道独角戏
“猎鹰号”前去登月后，沃尔登操纵“奋进号”点火提升轨道，任务控制中心为他配备独立的航天器通讯员和飞行支持组，两边任务互不干扰，齐头并进。

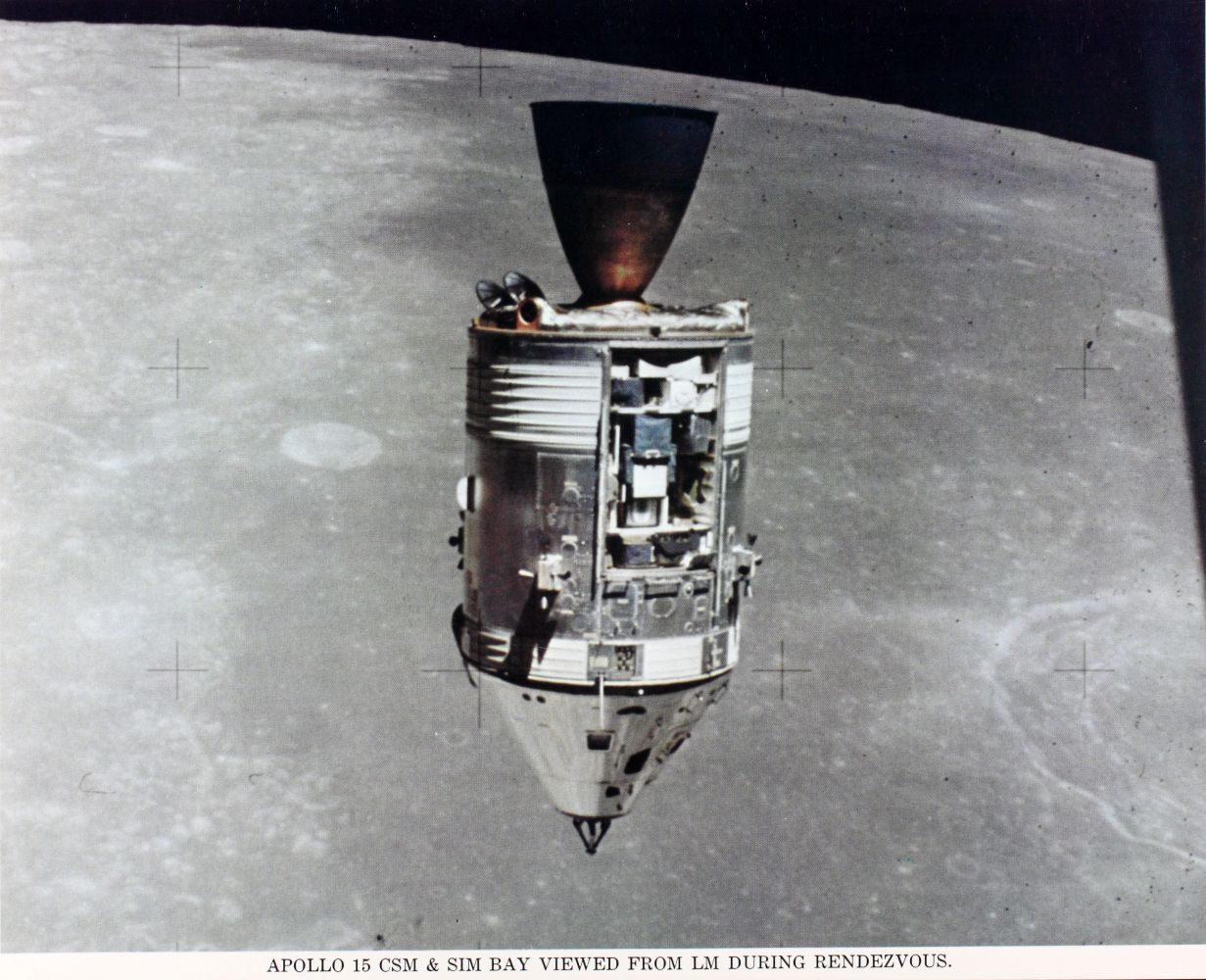
“猎鹰号”视角观察打开科学仪器舱的“奋进号”

独自绕月飞行期间，沃尔登大部分时间忙于拍照并部署科学仪器舱设备。科学仪器舱位于服务舱，所占位置在以往任务从未使用，舱盖在地月转移阶段以爆炸形式抛弃。舱内包含位于吊杆末端的伽马射线分光计、X射线光谱仪、任务期间部分失效的激光高度计；恒星相机与量测相机各一台，两者共同组成测绘相机，并由间谍技术衍生的全景相机补充。高度计和相机能确定照片拍摄的确切时间和位置。阿尔法粒子光谱仪用于搜寻月球火山活动证据，质谱仪也装在吊杆上，希望免受舱体污染影响。事实表明吊杆很不可靠，沃尔登有时无法将其收回。

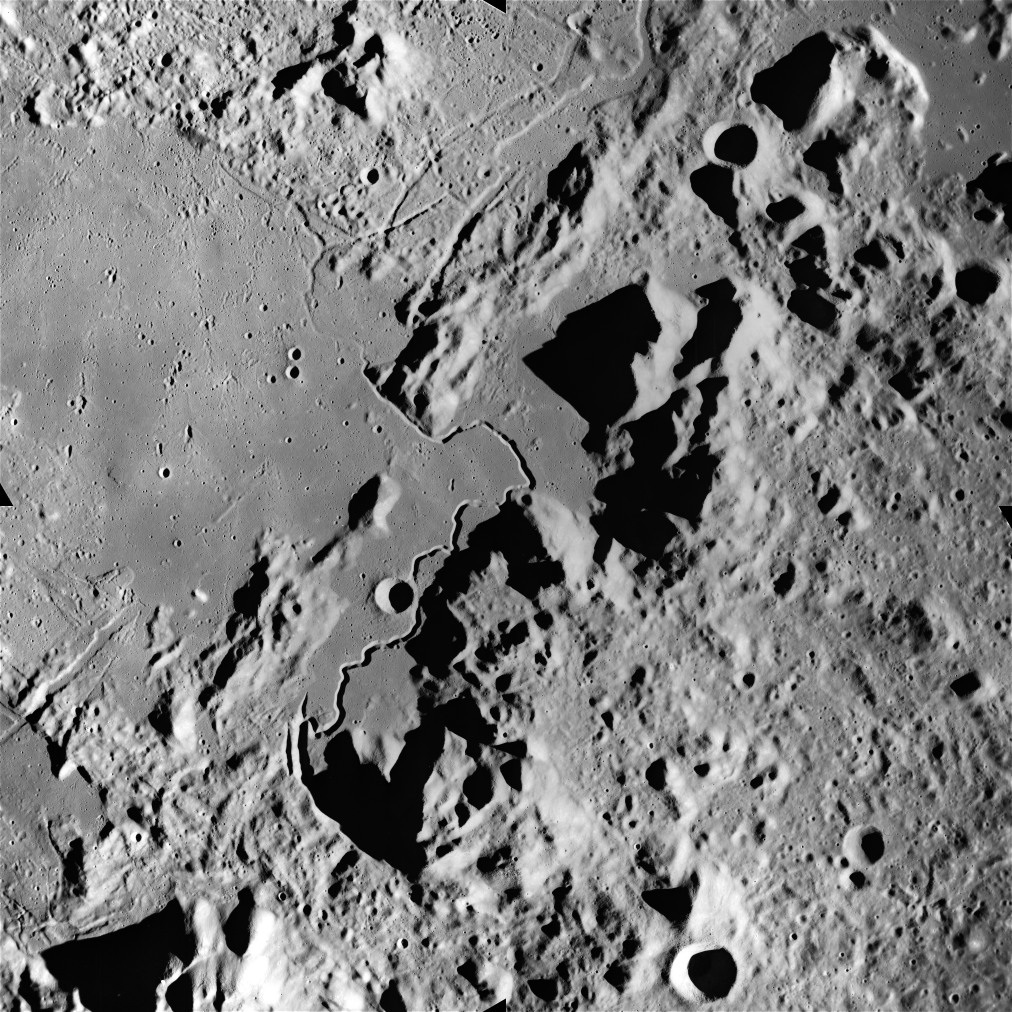
“猎鹰号”着陆点在测绘相机拍下的这张照片内

“奋进号”原计划在“猎鹰号”登月时正好从着陆点上空飞过，但沃尔登当时根本看不到登月舱，绕月飞行一圈后才发现。他在舱内锻炼以防肌肉萎缩，地面人员及时告知指令长与登月舱驾驶员在月表的最新进展。全景相机运作尚有提升空间，但拍摄的照片足够，无需特别调整。沃尔登从指令舱窗口拍摄大量照片。指令舱下部设备舱的断路器在阿波罗十五号飞向月球途中弹出导致工作任务计时器失落，对沃尔登执行任务不利。沃尔登的观测结果及所拍照片促使航空航天局决定阿波罗十七号前往陶拉斯-利特罗谷寻找火山活动证据。服务与指令舱飞到月球背面时与地球的通讯就会中断，恢复通讯时沃尔登都以“你好地球，来自‘奋进号’的问候”开头，每次采用不同语言。此举源自沃尔登与埃尔-巴兹的构想，后者协助航天员记忆译文。
科学仪器舱的实验设备取得许多数据，X射线光谱仪收集的数据表明X射线荧光通量超出预期，月球高地含铝超过雨海:37。奋进号的绕月轨道比以往载人任务倾斜，沃尔登发现此前未知的月表特征，为照片附上详尽说明。
斯科特与艾尔文准备乘“猎鹰号”从月表起飞之际，“奋进号”轨道已因月球自转影响偏移，需点火确保轨道和升空后的登月舱位于同平面，沃尔登以服务推进系统持续18秒的点火达成目标。

### 返回
格林尼治标准时间8月2日17点11分22秒，已在月表停留66时55分的“猎鹰号”起飞，近两小时后便与“奋进号”对接。乘组将登月舱的样品等物件搬到服务与指令舱，随后封死并抛弃登月舱，令其撞击月表，阿波罗十二号、十四号、十五号留下的地震仪记下撞击数据。气密封登月舱很不容易，导致抛弃时间推迟，终于完成后斯雷顿建议乘组服用安眠药，或至少斯科特与艾尔文服用。但斯科特身为指令长认为此举毫无必要，拒绝从命。医生在指令长和艾尔文的月表舱外活动期间发现两人心跳异常，但没有在任务期间告知。艾尔文从航天员位置退休后发现心脏问题，1991年死于心脏病；斯科特认为地面应该把生物医学读数通知指令长。此时航空航天局的医生认为两人心脏读数异常是低鉀血症导致，由月表工作辛苦、水与钾盐补充不足引起:446–447。
此后两天乘组开展轨道科学实验，投放子卫星并继续观察月球。格林尼治标准时间8月4日21点22分45秒，“奋进号”点火并保持2分21秒离开绕月轨道。次日沃尔登在返程路上执行39分钟“深空”舱外活动，从科学仪器舱取出胶片磁带，艾尔文留在指令舱口协助。这是人类史上首次深空舱外活动，阿波罗十五号此时离地约31.7万公里，距任何行星体都非常遥远。同类舱外活动至今只有三次，均由阿波罗计划J任务在类似情境完成。阿波罗十五号当天还打破阿波罗计划飞行距离纪录。
8月7日“奋进号”逼近地球之际抛弃服务舱，指令舱再入地球大气层。三个降落伞有一个失效，估计是在航天器排放燃料时受损。但安全着陆只需要两个，第三个相当于保险。经过12天7时11分53秒飞行，阿波罗十五号指令舱溅落北太平洋，乘组获冲绳号两栖攻击舰救援。:3

## 评价
阿波罗十五号达成全部任务目标：“哈德利-亚平宁区选定位置材料与地表特征的月学检验、勘探、取样。安置并启动月表实验。评估阿波罗设备能否支持更长的月表停留时间、更多舱外活动、提升月表活动范围。在绕月轨道执行拍照和空中实验任务。”:159此行还完成大量实验等任务，从绕月轨道拍摄对日照图片的任务因相机没对准位置未能完成:159–162。《阿波罗十五号任务报告》认为“第四次登月取得丰富科研信息。阿波罗计划不但是运输手段，在操作科研设施方面同样表现上佳”:238。
阿波罗十五号提升公众对阿波罗计划的兴趣，月球车与哈德利月河的魅力功不可没，电视报导增多为此推波助澜。大卫·伍兹在《阿波罗月球飞行期刊》写道：
后来的任务在月球上走得更远，带回的样品更多，把阿波罗十五号的经验教训付诸实践，但阿波罗十五号纯粹的探索仍然堪称人类伟业。融干劲、热情、宏伟机械、精雕细琢的科学与一体，蜿蜒小溪与优美群山更令哈德利月溪在全宇宙尽显特别。

## 争议

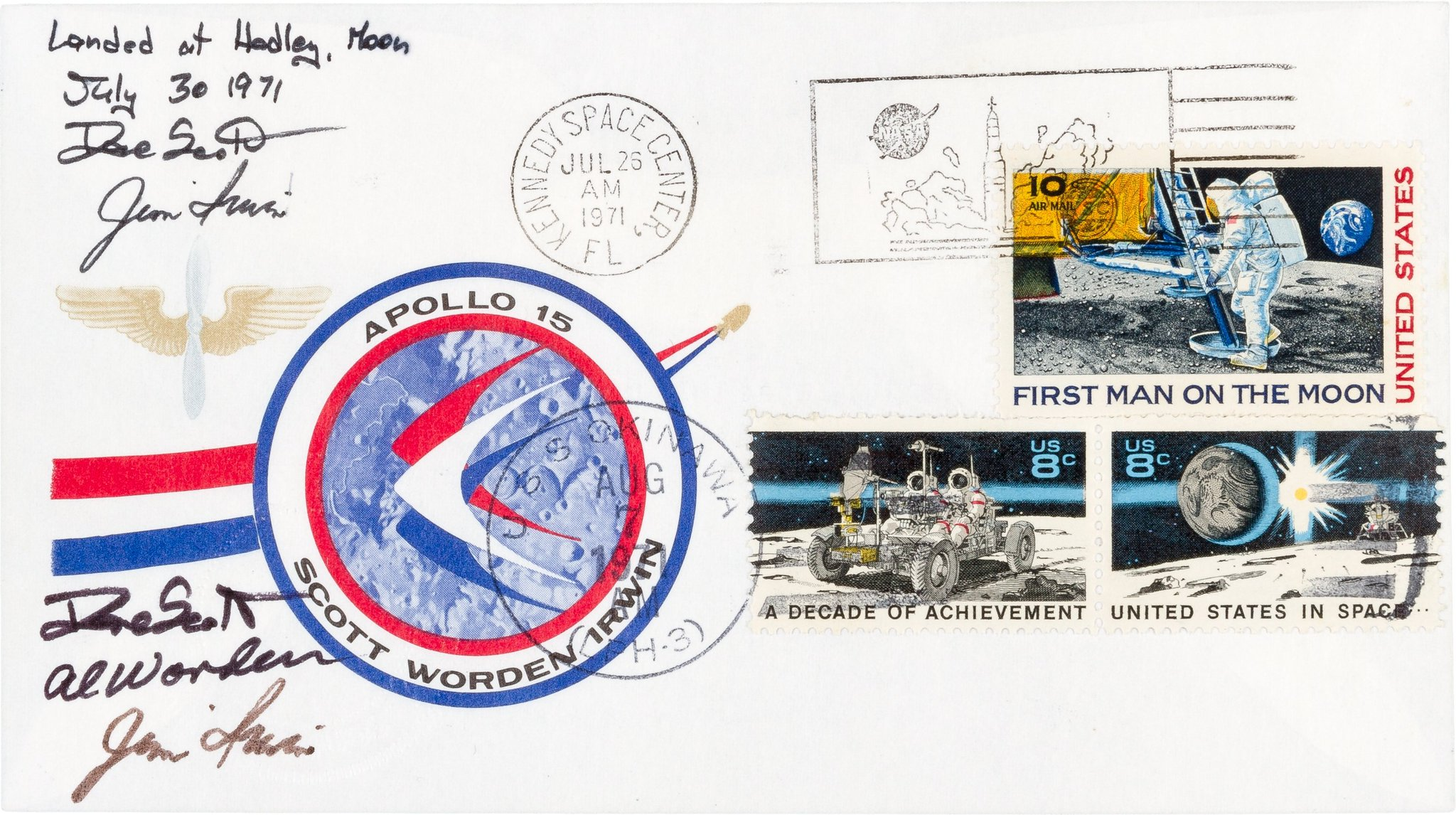
西格尔邮封

阿波罗十五号乘组在火箭发射前与他人达成交易把邮封带上月球，三人原计划将各自获得的七千美元报酬留给后代；此举损害航天员形象，在阿波罗十五号任务圆满完成之际为三人的事业与前程蒙上污点。沃尔特·埃尔曼与航空航天局雇员和航天员存在大量社交和职业往来，他为阿波罗十五号乘组和西德邮票商赫尔曼·西格尔牵线；斯科特把约四百个邮封带上阿波罗十五号，随后放进“猎鹰号”，登月期间一直留在舱内。航天器返程后埃尔曼取回100个邮封并转交西格尔收取佣金。:71–74乘组自行携带任何物品执行阿波罗任务均需斯雷顿批准，但斯科特等人从未申请:278–279。
西格尔1971年便开始以约1500美元单价销售邮封，三名航天员拿到预先商定的报酬后又将钱退回，此后再没接受酬金:77–78。斯雷顿1972年4月得知斯科特等人未经许可把邮封带上太空船后取消三人担任阿波罗十七号替补乘组的资格:278–279，1972年6月事态公开，航空航天局批评三人不辨是非，此后再也没让他们飞上太空。航天员在事件调查期间交出各自保留的邮封，1983年沃尔登告上法庭后当局退回，《Slate》杂志认为邮封退回代表当局已经不再认为三人应对此事负责。
斯科特在月球上留下的雕塑“倒下的宇航员”公开后同样引发争议。斯科特在火箭发射前与比利时雕塑家保罗·范·霍伊东克达成口头创作协议。航空航天局政策严禁从商业角度利用美国政府太空项目，斯科特无意违规，只想制作简单的纪念品，不公开作者身份，尽可能减少宣传效应；他在任务后的记者招待会上公布雕塑信息，此后不制作商用复制品，仅在美国国家航空航天博物馆保留一件向公众展示。然而，范·霍伊东克自称对协议理解不同，认为他有权为制作人类太空探索纪念品赢得认可，有权向公众销售复制品。最后经航空航天局施压，范·霍伊东克取消公开销售950件签名复制品的计划。

## 任务徽章

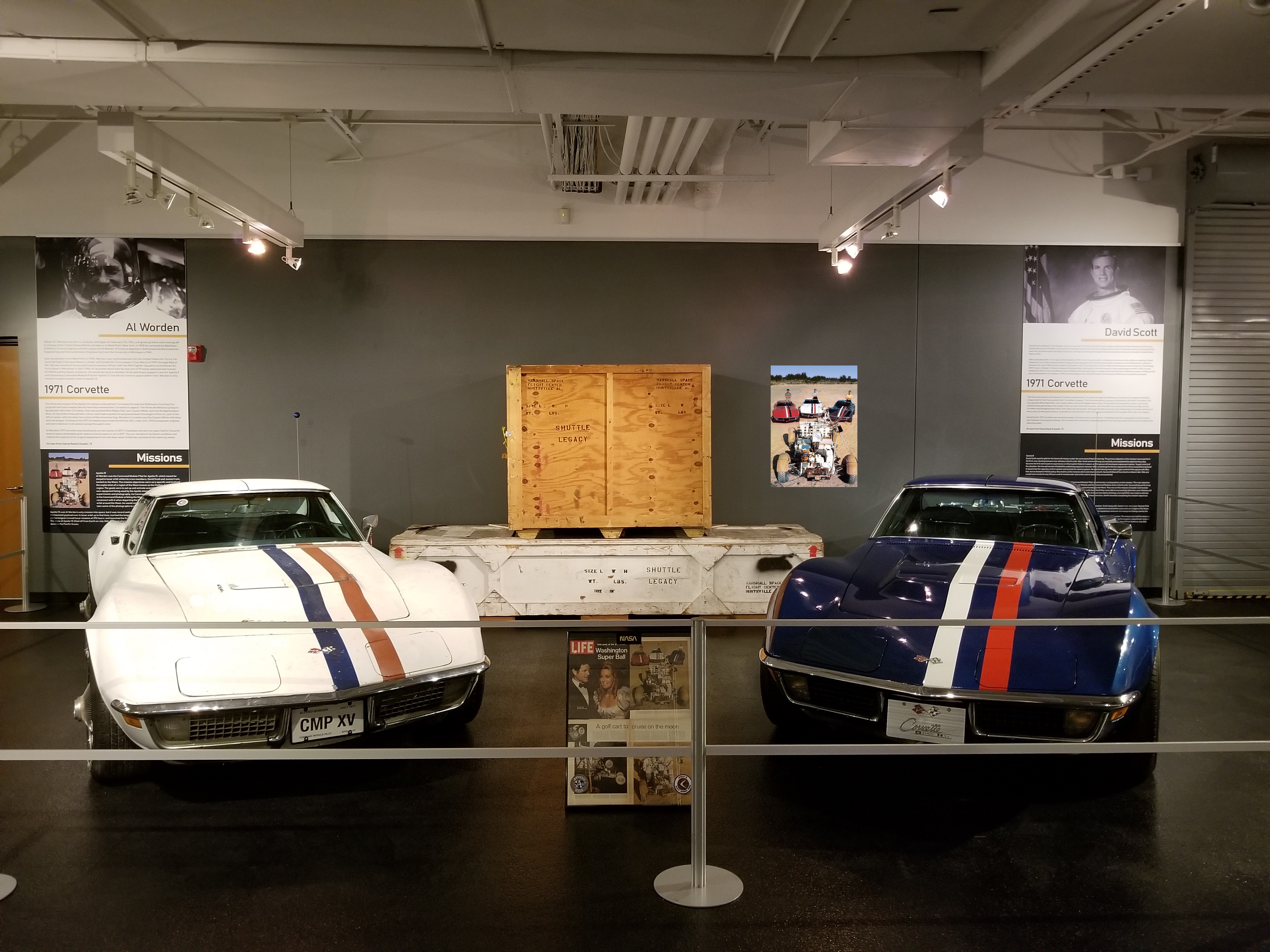
斯科特与沃尔登在阿波罗十五号训练期间驾驶的雪佛兰科尔维特，2019年摄

阿波罗十五号任务徽章图案包含空军主题，反映乘组出身美国空军，一如阿波罗十二号乘组出身海军，所以徽章上有帆船图案。圆形徽章中间是风格化的红蓝白三色鸟在哈德利月溪上空翱翔，右侧马上是陨石坑组成罗马数字十五（“XV”）。航空航天局后来坚持用阿拉伯数字显示任务号码，罗马数字由突出显示的陨石坑轮廓隐藏。图案由红色圆环包围，外侧白圈附任务名称“APOLLO 15”和乘组姓氏，最外侧是蓝色圆圈。时尚设计师艾米里欧·普奇应斯科特邀请设计徽章，初步构想是方形徽章和三色鸟。:144–145

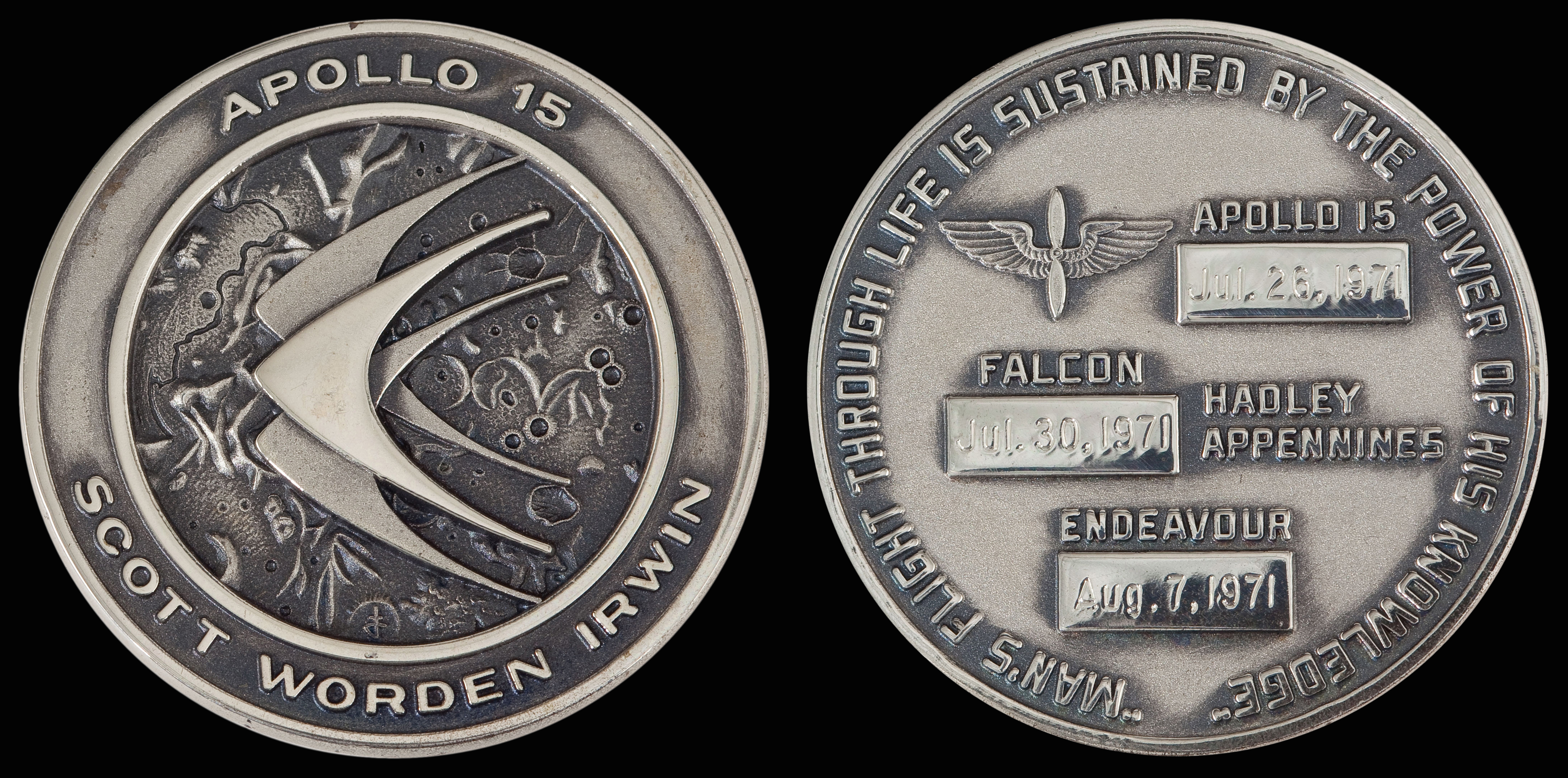
阿波罗十五号太空飞行罗宾斯纪念银章

乘组把图案改成圆形，改用红白蓝三色。据沃尔登表示，三只鸟均对应航天员，他是最上方的白色（呼应指令舱位于最上方），斯科特蓝色，艾尔文红色。佛罗里达州汽车经销商从水星计划时期开始向航天员出租雪佛兰科尔维特，租金仅一美元，汽车随后售予公众，斯科特三人在肯尼迪航天中心时租的车颜色与徽章代表色相符。:144–145三人与各自汽车和训练月球车合影，刊登在1971年6月11日《生活》杂志。

## 太空视角
“猎鹰号”排出的尾气在着陆点形成光晕，正好被日本月球轨道器辉夜号拍下，并经2008年5月所拍照片对比分析确认。光晕表明月表反射率在尾气影响下变化，与阿波罗十五号指令舱拍摄的照片非常吻合，是阿波罗计划完工后第一个在太空清晰可见的载人登月痕迹。

## 画廊

### 照片

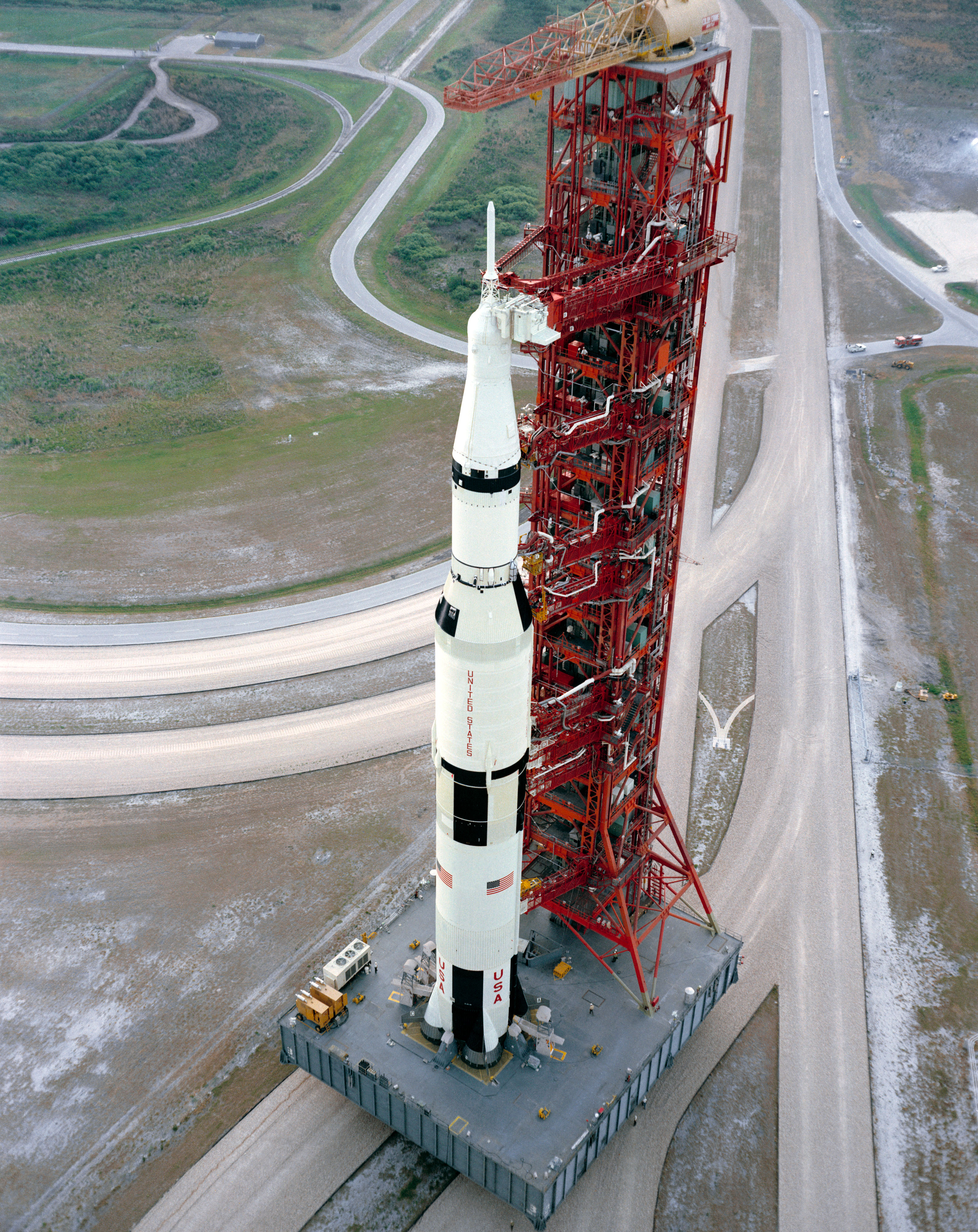
阿波罗十五号运载火箭运往发射台
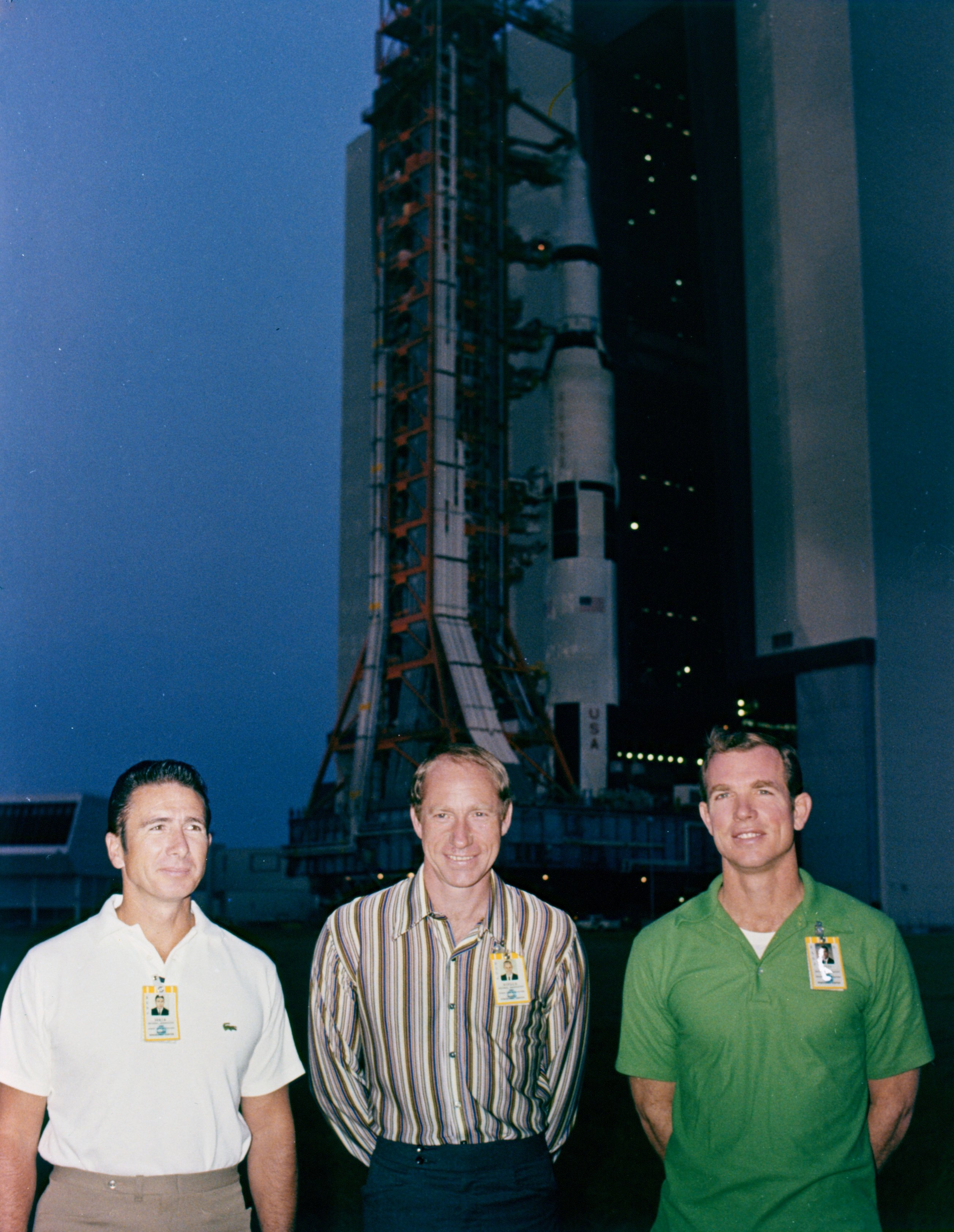
乘组在航天器裝配大樓与运出来的土星五号火箭合影
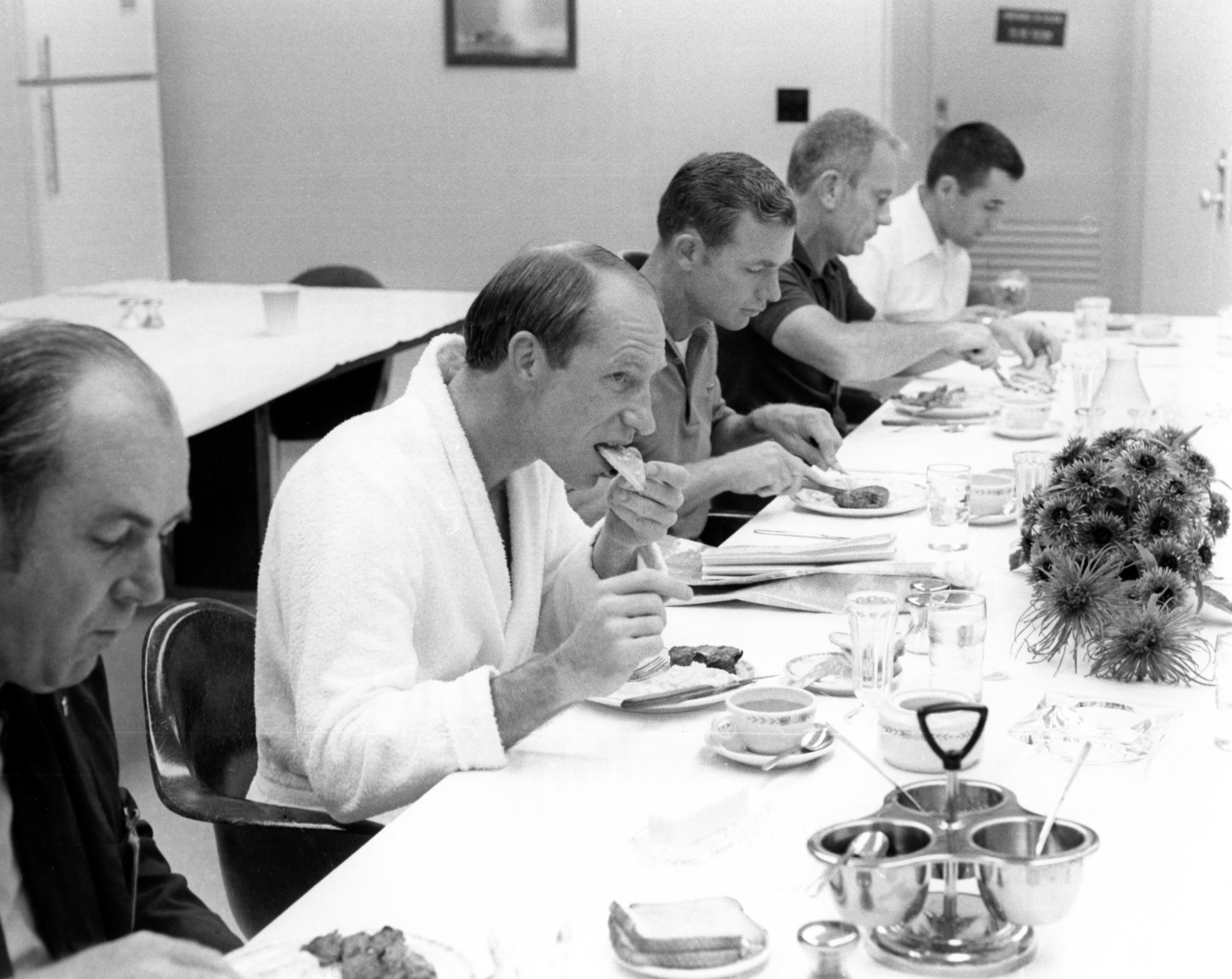
乘组与斯雷顿在发射前一起吃早餐
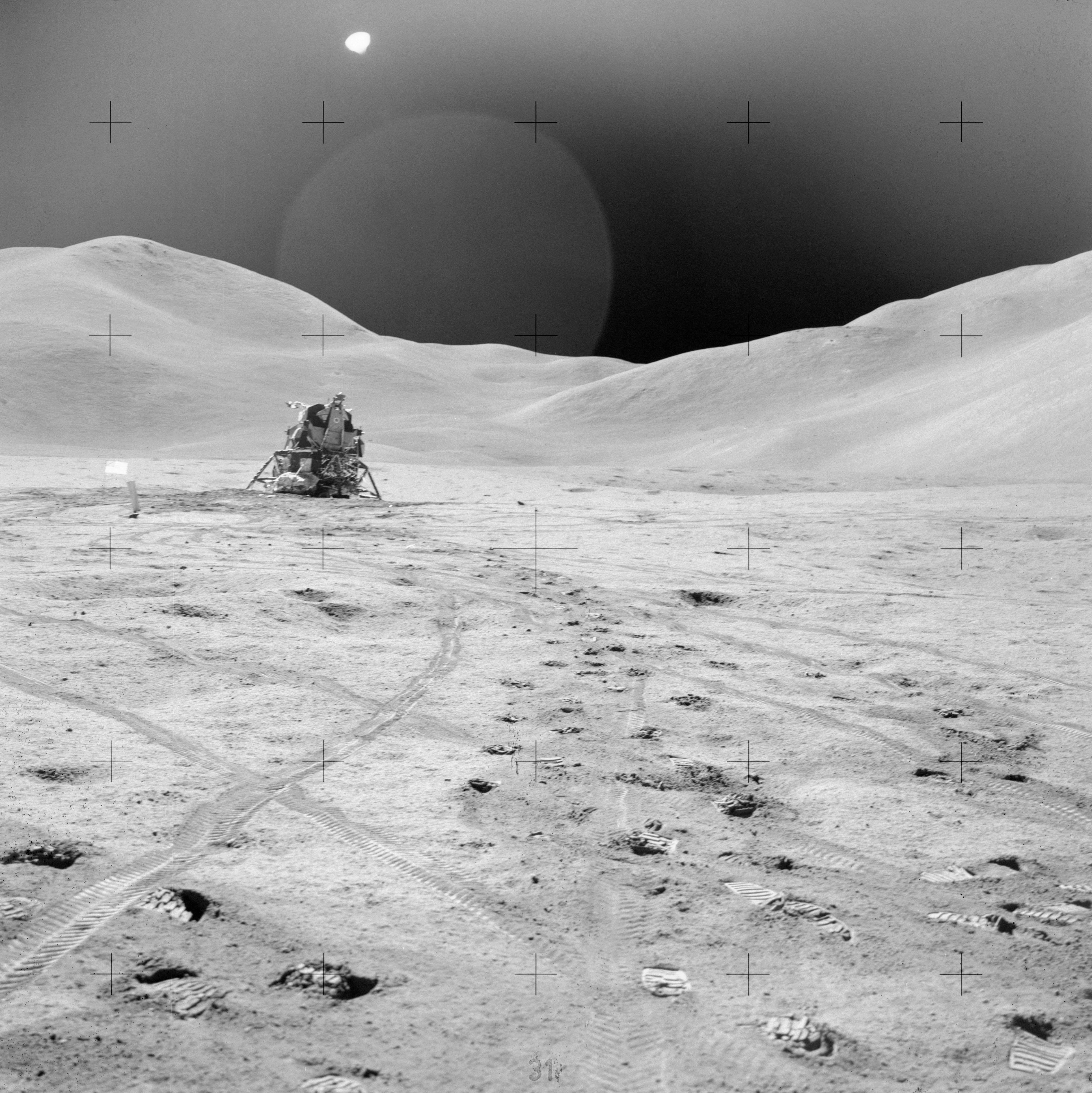
“猎鹰号”停在月表，可看出舱体倾斜
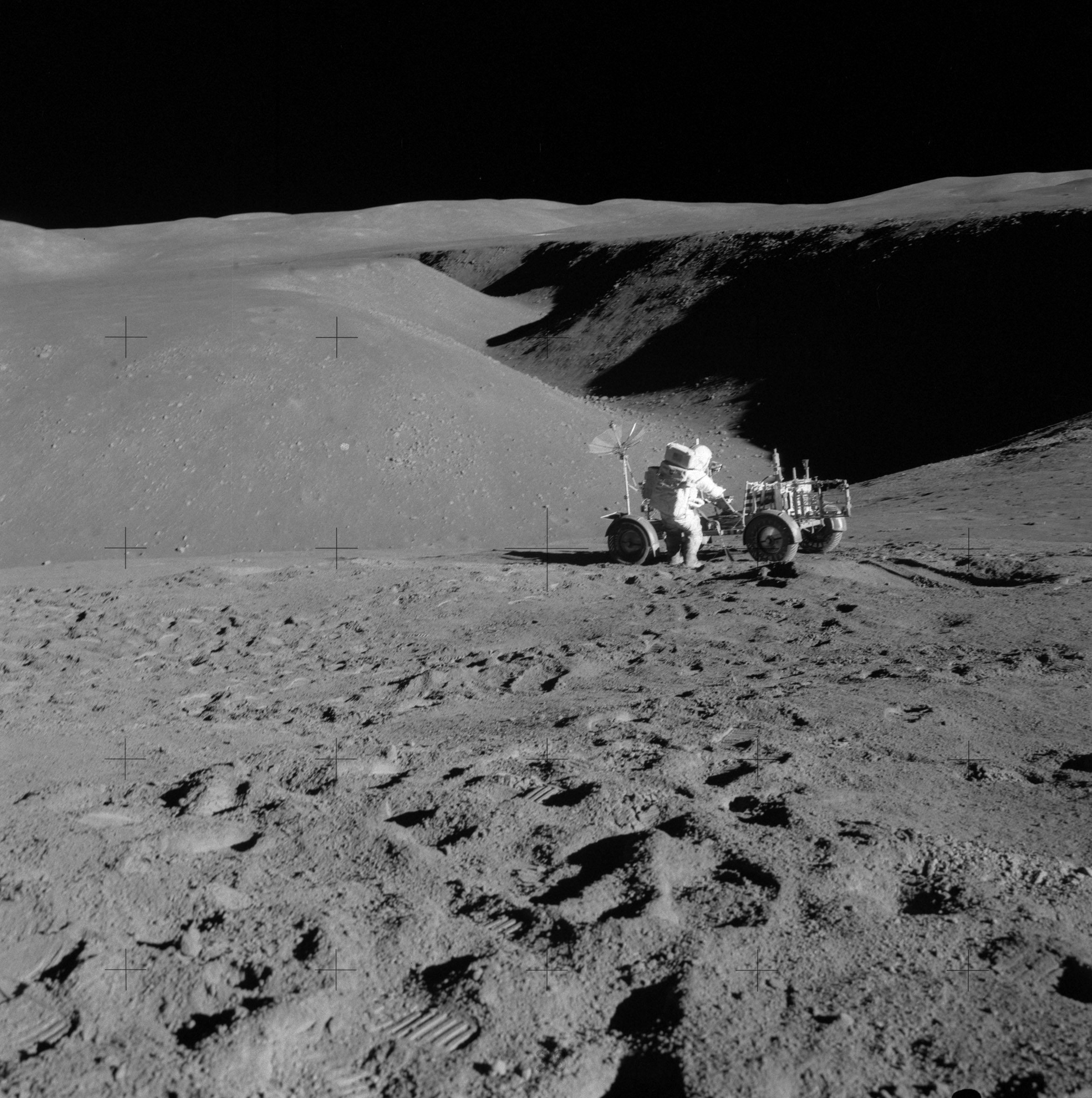
斯科特在哈雷利月溪附近勘探地质
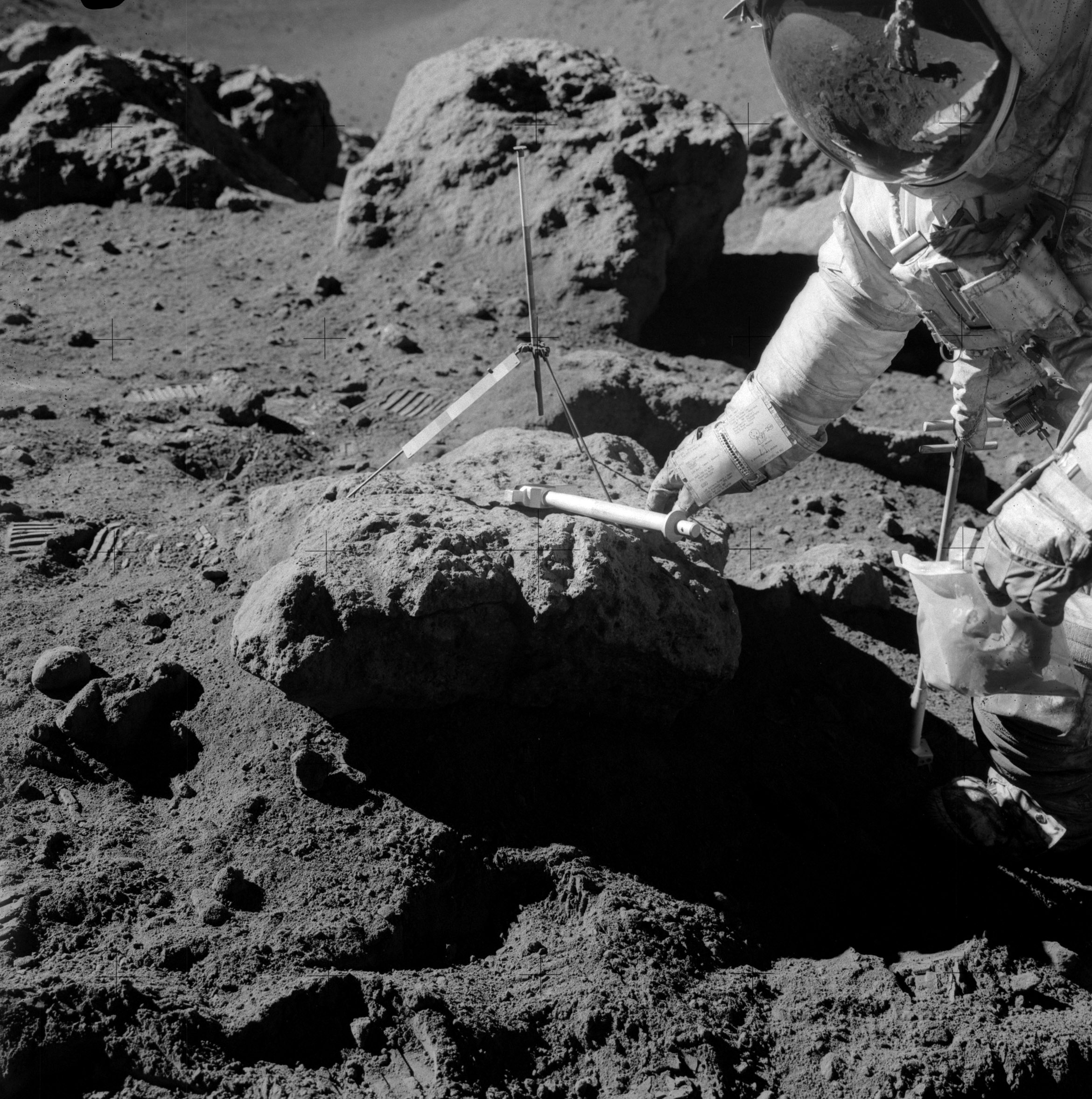
斯科特在第三次舱外活动时就近观察大石块
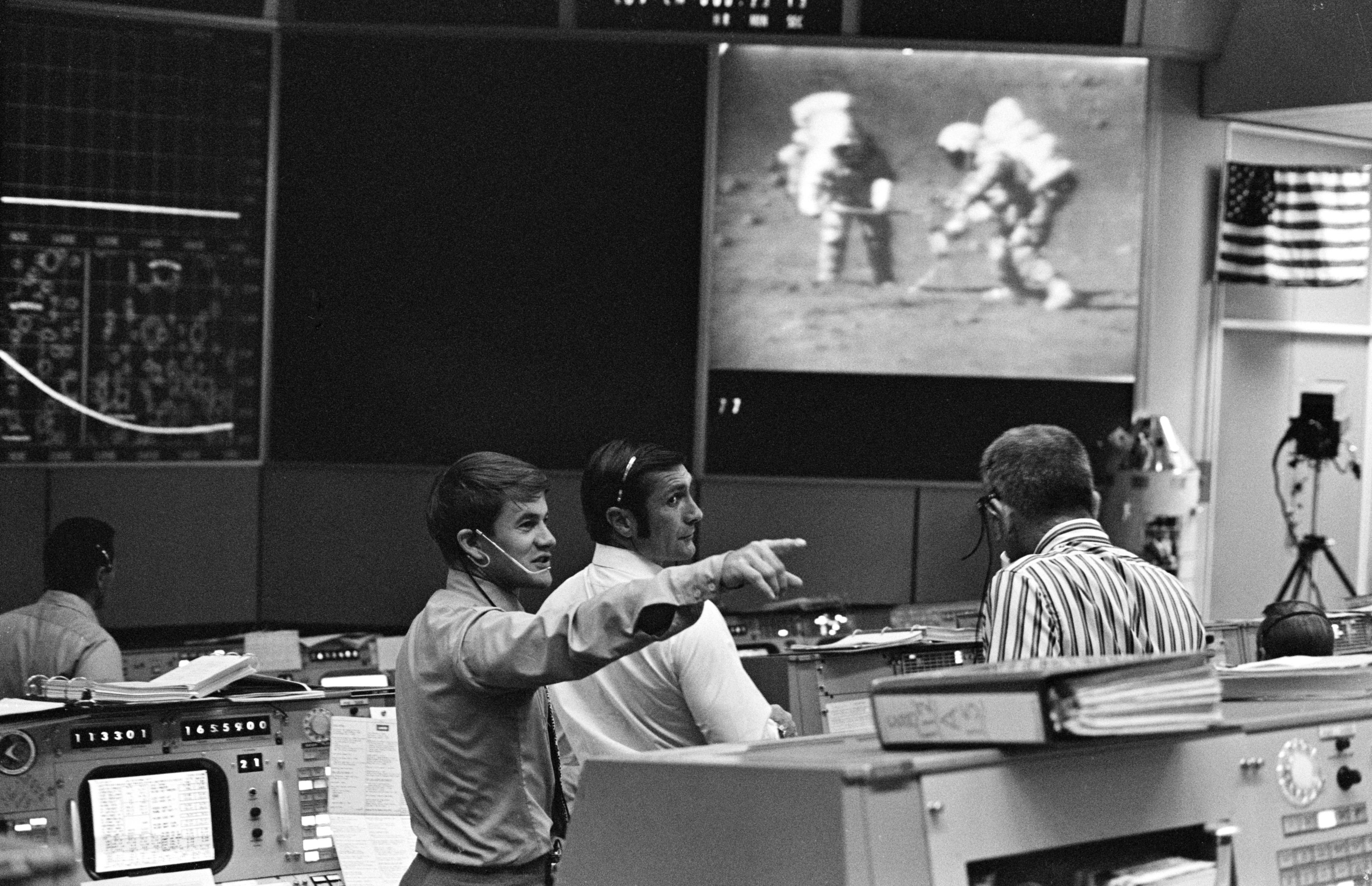
1971年8月2日阿波罗十五号第三次舱外活动时的休斯顿任务控制中心。左侧伸右手指向前方的是航天器通讯员约瑟夫·艾伦，身边是理查德·戈尔登
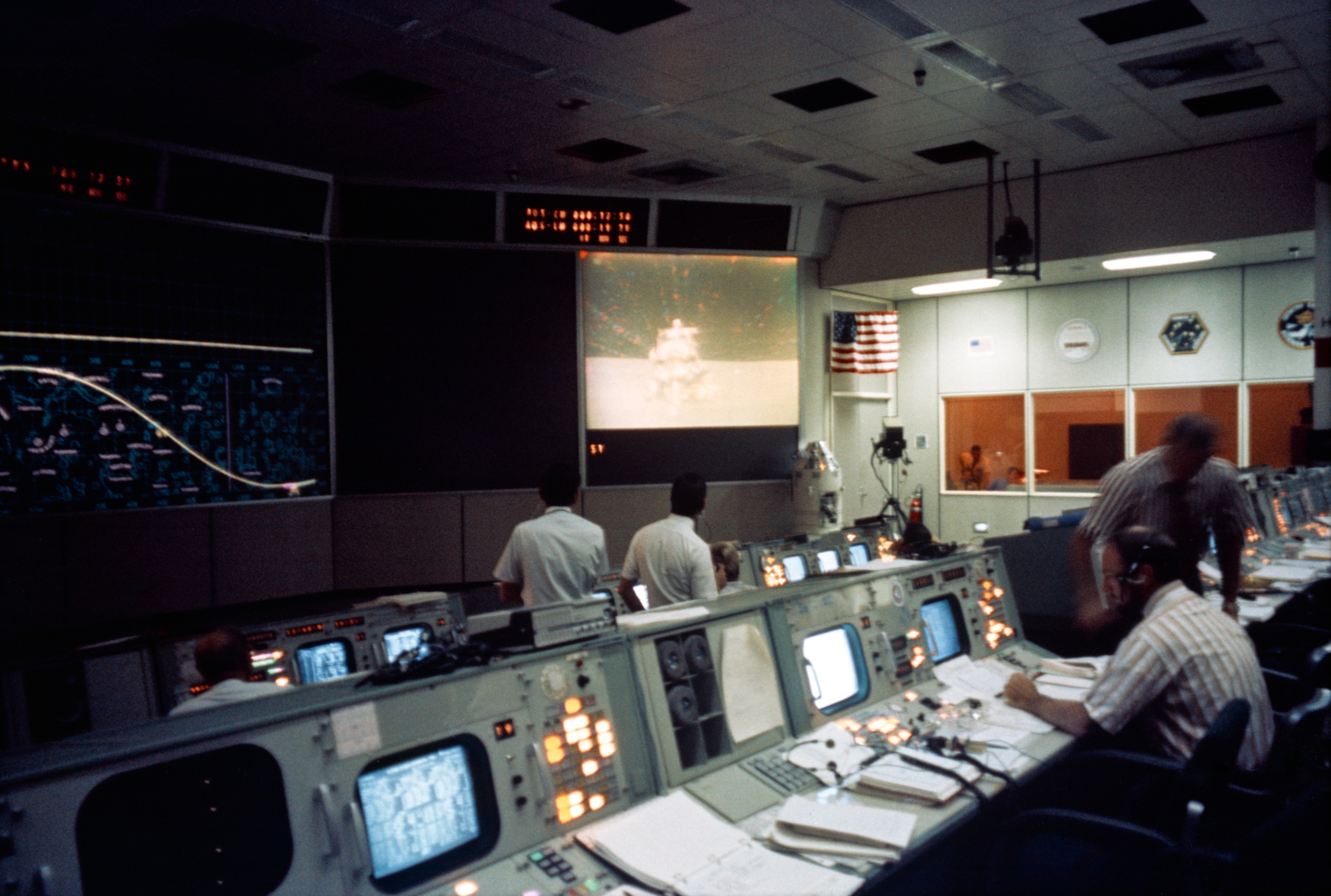
任务控制中心监控“猎鹰号”从月表起飞
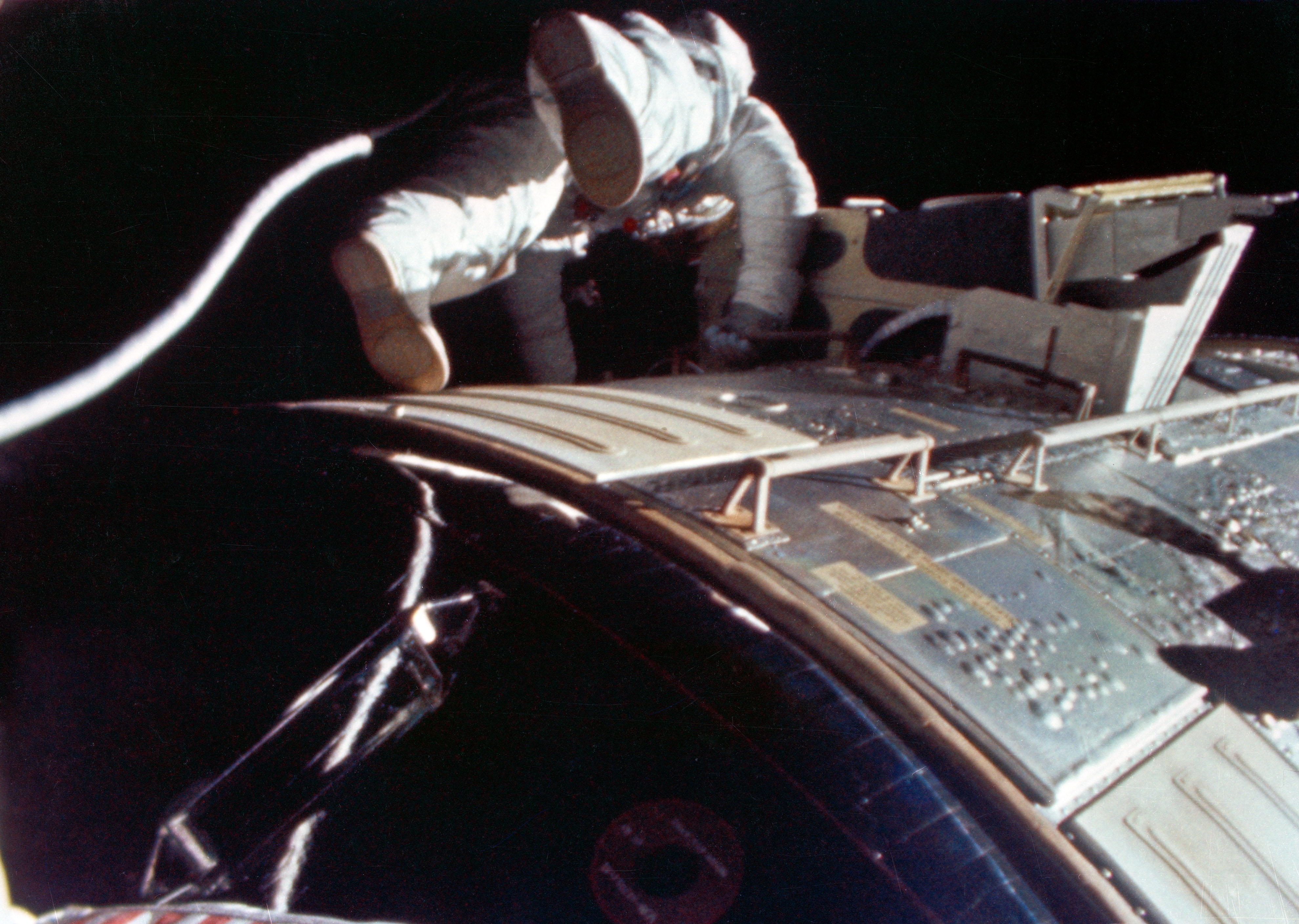
阿尔弗莱德·沃尔登回程途中身着航天服取出胶片磁带
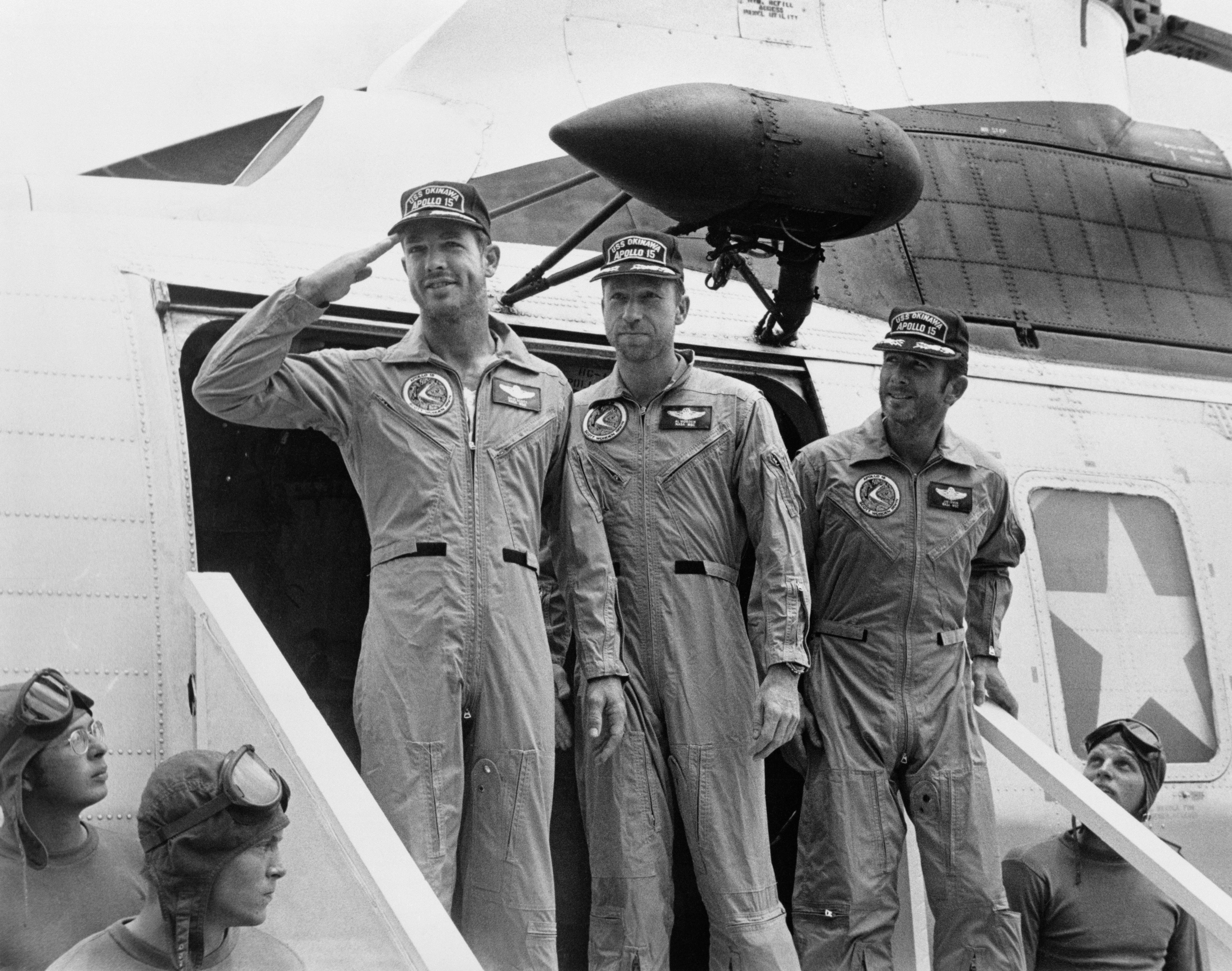
乘组走出停在冲绳号两栖攻击舰上的直升机
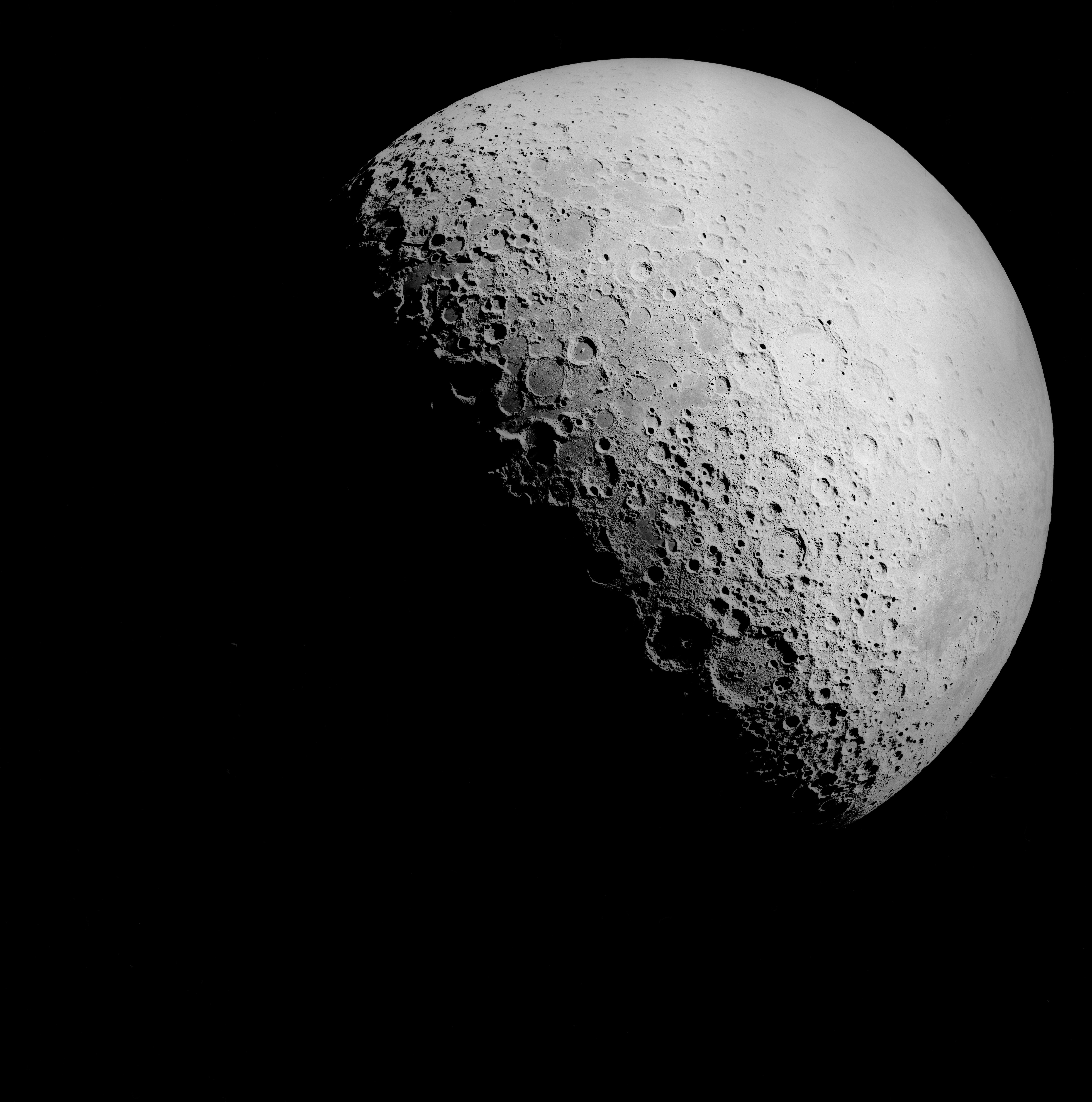
阿波罗十五号返程拍下的月球照片
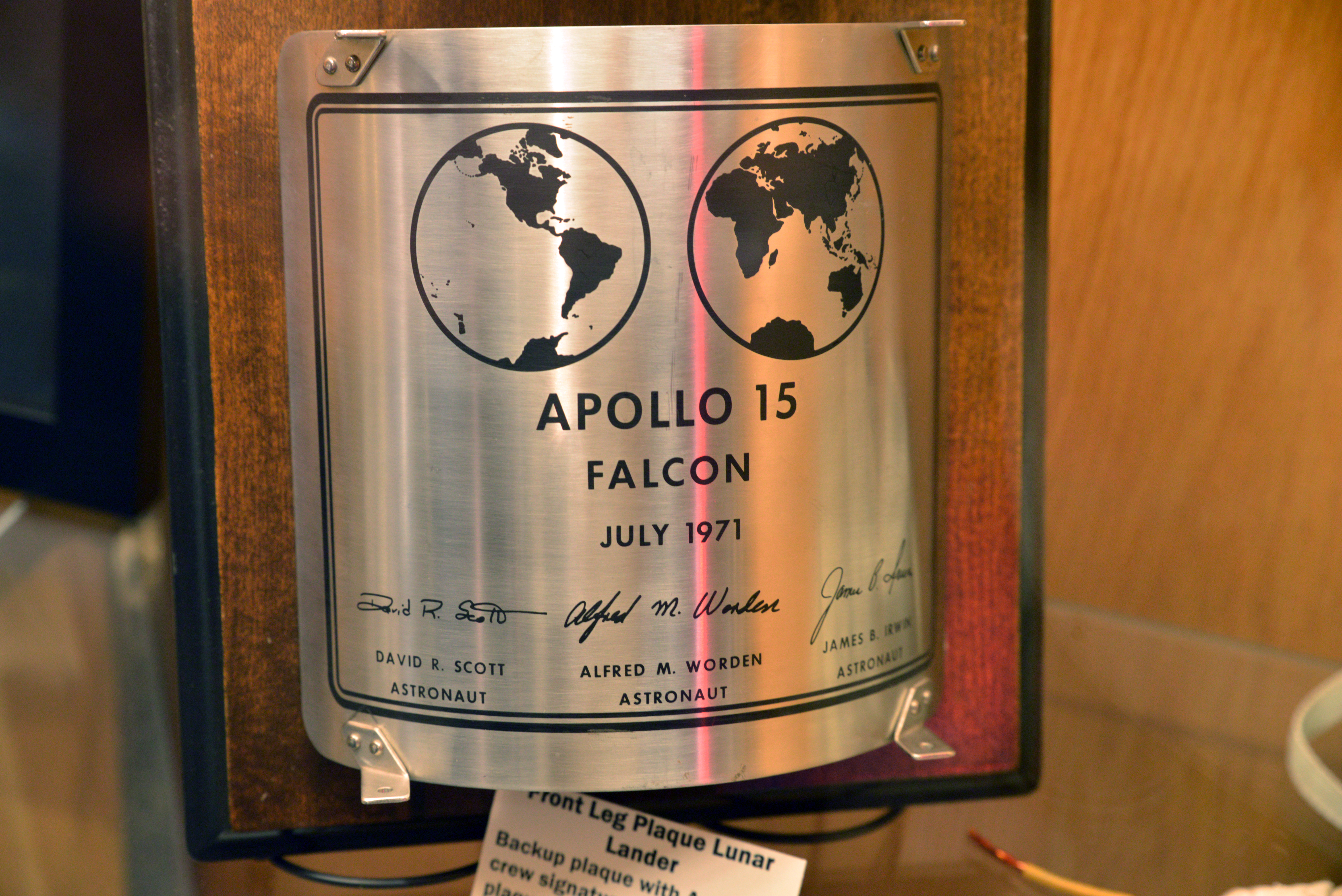
随“猎鹰号”下降段留在月表的铭牌备件
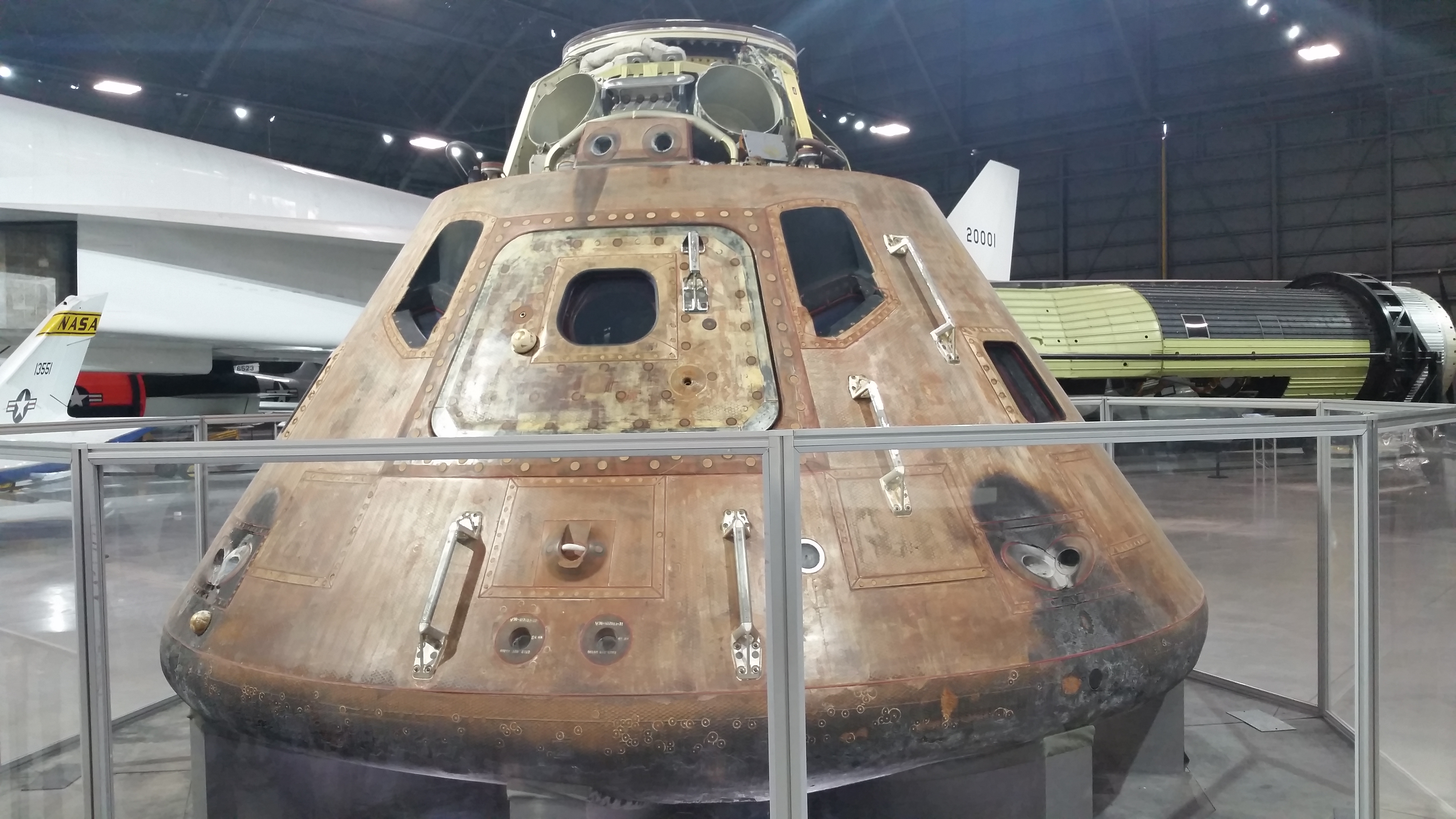
阿波罗十五号服务舱在俄亥俄州代顿美国空军国家博物馆展出
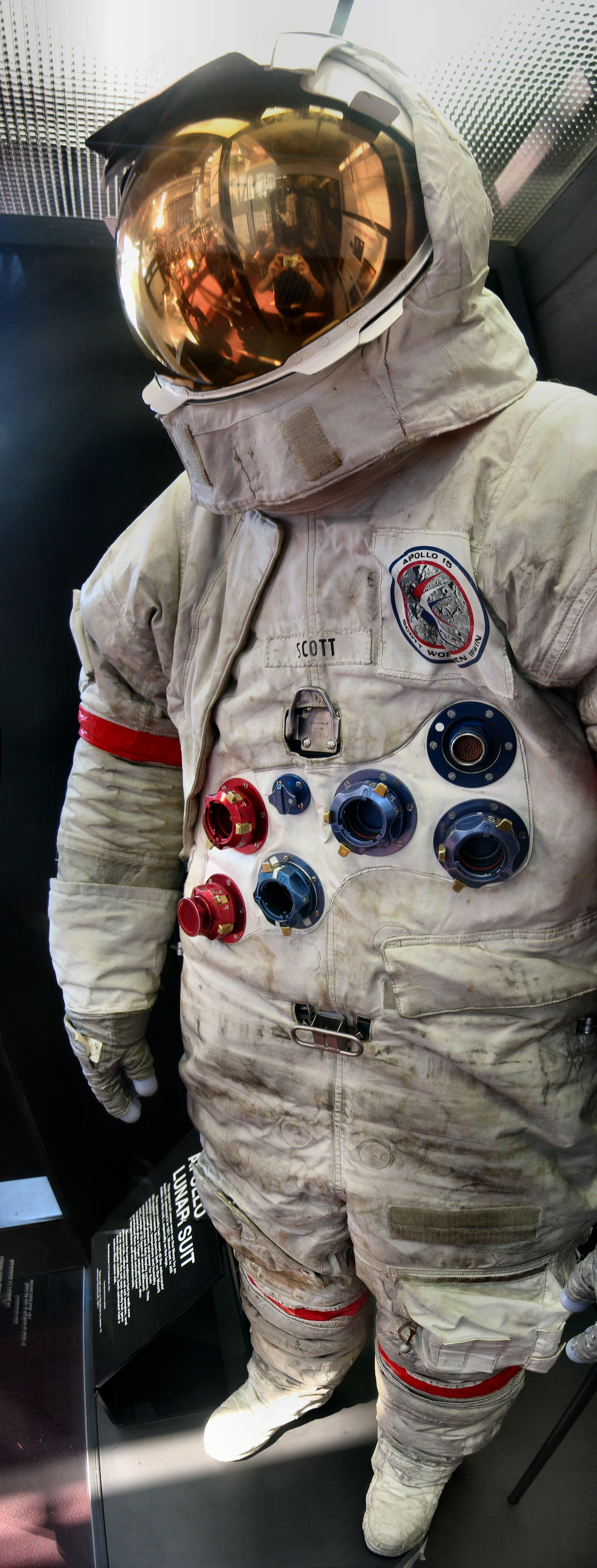
大卫·斯科特执行阿波罗十五号任务所穿航天服如今在哥伦比亚特区美国国家航空航天博物馆展示

### 视频
- 两舱分离后“猎鹰号”拍摄的“奋进号”
- 月表部署月球车
- 从登月舱窗口拍摄登月舱从月表起飞，斯科特与艾尔文播放预录的《美国空军之歌》
- 阿波罗十五号溅落